# Représentations diplomatiques de la Roumanie

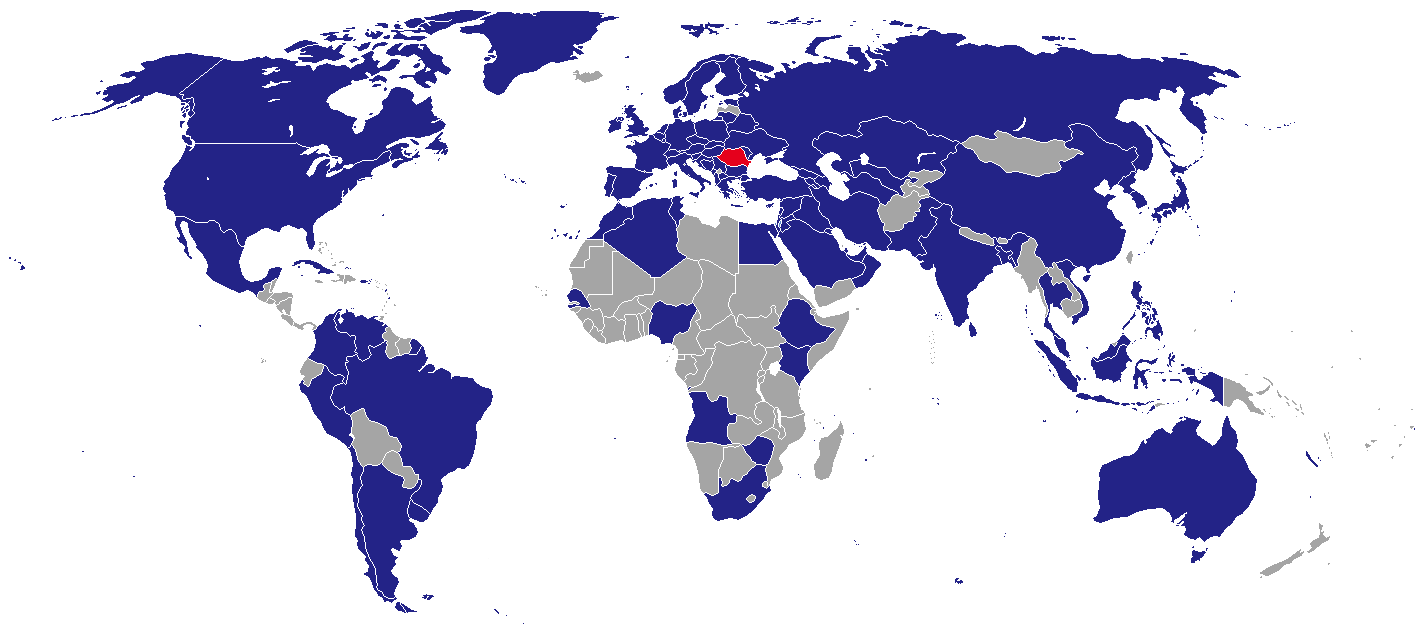
Représentations diplomatiques de la Roumanie.

Ceci est une liste des représentations diplomatiques de la Roumanie.
Le pays dispose d'un vaste réseau diplomatique.
Cette liste exclut les consulats honoraires, les missions commerciales et les instituts culturels.

## Représentations actuelles

### Afrique
| Pays hôte      | Ville       | Type             | Accréditations | Références |
| -------------- | ----------- | ---------------- | --- | ---------- |
| Afrique du Sud | Pretoria    | Ambassade        | - Botswana - Comores - Eswatini - Lesotho - Madagascar - Maurice - Mozambique - Namibie - Seychelles - Zambie                                                            | [ 1 ]      |
| Afrique du Sud | Le Cap      | Consulat général | - Botswana - Comores - Eswatini - Lesotho - Madagascar - Maurice - Mozambique - Namibie - Seychelles - Zambie                                                            | [ 1 ]      |
| Algérie        | Alger       | Ambassade        | - Niger - Tchad | [ 1 ]      |
| Angola         | Luanda      | Ambassade        | - République démocratique du Congo - République du Congo - Sao Tomé-et-Principe                                                                                          | [ 1 ]      |
| Égypte         | Le Caire    | Ambassade        | - Djibouti - Érythrée | [ 1 ]      |
| Éthiopie       | Addis-Abeba | Ambassade        | - Union africaine | ,          |
| Kenya          | Nairobi     | Ambassade        | - Burundi - Nations unies - Ouganda - Programme des Nations unies pour l'environnement - Programme des Nations unies pour les établissements humains - Rwanda - Tanzanie | [ 1 ]      |
| Maroc          | Rabat       | Ambassade        | - Mauritanie | [ 1 ]      |
| Nigeria        | Abuja       | Ambassade        | - Cameroun - Gabon - Ghana - Guinée équatoriale - Liberia - Sierra Leone - Togo                                                                                          | [ 1 ]      |
| Sénégal        | Dakar       | Ambassade        | - Burkina Faso - Cap-Vert - Côte d'Ivoire - Gambie - Guinée-Bissau - Mali                                                                                                | [ 1 ]      |
| Soudan         | Khartoum    | Ambassade        | - République centrafricaine - Somalie - Soudan du Sud | [ 1 ]      |
| Tunisie        | Tunis       | Ambassade        | - Libye | [ 1 ]      |
| Zimbabwe       | Harare      | Ambassade        | - Malawi | [ 1 ]      |

### Amérique
| Pays hôte  | Ville          | Type             | Accréditations | Références |
| ---------- | -------------- | ---------------- | --- | ---------- |
| Argentine  | Buenos Aires   | Ambassade        | - Paraguay | [ 1 ]      |
| Brésil     | Brasilia       | Ambassade        | - Guyana - Suriname | [ 1 ]      |
| Brésil     | Rio de Janeiro | Consulat général | - Guyana - Suriname | [ 1 ]      |
| Canada     | Ottawa         | Ambassade (en)   | | [ 1 ]      |
| Canada     | Montréal       | Consulat général | [ 1 ] |            |
| Canada     | Toronto        | Consulat général | [ 1 ] |            |
| Canada     | Vancouver      | Consulat général | [ 1 ] |            |
| Chili      | Santiago       | Ambassade        | | [ 1 ]      |
| Colombie   | Bogota         | Ambassade        | - Panama - République dominicaine                                                                                          | [ 1 ]      |
| Cuba       | La Havane      | Ambassade        | - Antigua-et-Barbuda - Bahamas - Barbade - Haïti - Jamaïque - Saint-Christophe-et-Niévès - Saint-Vincent-et-les-Grenadines | [ 1 ]      |
| États-Unis | Washington     | Ambassade        | - Organisation des États américains                                                                                        | ,          |
| États-Unis | Chicago        | Consulat général | - Organisation des États américains                                                                                        | [ 1 ]      |
| États-Unis | Los Angeles    | Consulat général | - Organisation des États américains                                                                                        | [ 1 ]      |
| États-Unis | Miami          | Consulat général | - Organisation des États américains                                                                                        | [ 1 ]      |
| États-Unis | New York       | Consulat général | - Organisation des États américains                                                                                        | [ 1 ]      |
| Mexique    | Mexico         | Ambassade        | - Belize - Costa Rica - Guatemala - Nicaragua - Salvador                                                                   | [ 1 ]      |
| Pérou      | Lima           | Ambassade        | - Bolivie - Équateur | [ 1 ]      |
| Uruguay    | Montevideo     | Ambassade        | | [ 1 ]      |
| Venezuela  | Caracas        | Ambassade        | - Grenade - Sainte-Lucie - Trinité-et-Tobago                                                                               | [ 1 ]      |

### Asie
| Pays hôte           | Ville          | Type                     | Accréditations                                                    | Références |
| ------------------- | -------------- | ------------------------ | ----------------------------------------------------------------- | ---------- |
| Arabie saoudite     | Riyad          | Ambassade                |                                                                   | [ 1 ]      |
| Arménie             | Erevan         | Ambassade                |                                                                   | [ 1 ]      |
| Azerbaïdjan         | Bakou          | Ambassade                |                                                                   | [ 1 ]      |
| Chine               | Pékin          | Ambassade                | - Birmanie - Mongolie                                             | [ 1 ]      |
| Chine               | Hong Kong      | Consulat général         | - Birmanie - Mongolie                                             | [ 1 ]      |
| Chine               | Shanghai       | Consulat général         | - Birmanie - Mongolie                                             | [ 1 ]      |
| Corée du Sud        | Séoul          | Ambassade                |                                                                   | [ 1 ]      |
| Émirats arabes unis | Abou Dabi      | Ambassade                | - Bahreïn - Yémen                                                 | [ 1 ]      |
| Émirats arabes unis | Dubaï          | Consulat général         | - Bahreïn - Yémen                                                 | [ 1 ]      |
| Géorgie             | Tbilissi       | Ambassade                |                                                                   | [ 1 ]      |
| Inde                | New Delhi      | Ambassade                | - Bangladesh - Bhoutan (juridiction consulaire seulement) - Népal | [ 1 ]      |
| Indonésie           | Jakarta        | Ambassade                | - ASEAN - Timor oriental                                          | [ 1 ]      |
| Irak                | Bagdad         | Ambassade                |                                                                   | [ 1 ]      |
| Irak                | Erbil          | Bureau consulaire        | [ 1 ]                                                             |            |
| Iran                | Téhéran        | Ambassade                |                                                                   | [ 1 ]      |
| Israël              | Tel Aviv-Jaffa | Ambassade                |                                                                   | [ 1 ]      |
| Israël              | Haïfa          | Consulat général         | [ 1 ]                                                             |            |
| Japon               | Tokyo          | Ambassade                |                                                                   | [ 1 ]      |
| Jordanie            | Amman          | Ambassade                |                                                                   | [ 1 ]      |
| Kazakhstan          | Astana         | Ambassade                | - Kirghizistan - Tadjikistan                                      | [ 1 ]      |
| Koweït              | Koweït         | Ambassade                |                                                                   | [ 1 ]      |
| Liban               | Beyrouth       | Ambassade                |                                                                   | [ 1 ]      |
| Malaisie            | Kuala Lumpur   | Ambassade                | - Brunei                                                          | [ 1 ]      |
| Oman                | Mascate        | Ambassade                |                                                                   | [ 1 ]      |
| Ouzbékistan         | Tachkent       | Ambassade                |                                                                   | [ 1 ]      |
| Pakistan            | Islamabad      | Ambassade                | - Afghanistan                                                     | [ 1 ]      |
| Palestine           | Ramallah       | Bureau de représentation |                                                                   | [ 1 ]      |
| Philippines         | Manille        | Ambassade                | - États fédérés de Micronésie - Îles Marshall - Palaos            | [ 1 ]      |
| Qatar               | Doha           | Ambassade                |                                                                   | [ 1 ]      |
| Singapour           | Singapour      | Ambassade                | - Papouasie-Nouvelle-Guinée                                       | [ 1 ]      |
| Sri Lanka           | Colombo        | Ambassade                | - Maldives                                                        | [ 1 ]      |
| Syrie               | Damas          | Ambassade                |                                                                   | [ 1 ]      |
| Thaïlande           | Bangkok        | Ambassade                | - Laos                                                            | [ 1 ]      |
| Turquie             | Ankara         | Ambassade                |                                                                   | [ 1 ]      |
| Turquie             | Istanbul       | Consulat général         | [ 1 ]                                                             |            |
| Turquie             | Izmir          | Consulat général         | [ 1 ]                                                             |            |
| Turkménistan        | Achgabat       | Ambassade                |                                                                   | [ 1 ]      |
| Viêt Nam            | Hanoï          | Ambassade                | - Cambodge                                                        | [ 1 ]      |

### Europe
| Pays hôte          | Ville                | Type              | Accréditations | Références |
| ------------------ | -------------------- | ----------------- | --- | ---------- |
| Allemagne          | Berlin               | Ambassade         | | [ 1 ]      |
| Allemagne          | Bonn                 | Consulat général  | [ 1 ] |            |
| Allemagne          | Munich               | Consulat général  | [ 1 ] |            |
| Allemagne          | Stuttgart            | Consulat général  | [ 1 ] |            |
| Albanie            | Tirana               | Ambassade         | | [ 1 ]      |
| Autriche           | Vienne               | Ambassade         | | [ 1 ]      |
| Autriche           | Salzbourg            | Consulat général  | [ 1 ] |            |
| Belgique           | Bruxelles            | Ambassade         | | [ 1 ]      |
| Biélorussie        | Minsk                | Ambassade         | | [ 1 ]      |
| Bosnie-Herzégovine | Sarajevo             | Ambassade         | | [ 1 ]      |
| Bulgarie           | Sofia                | Ambassade         | | [ 1 ]      |
| Chypre             | Nicosie              | Ambassade         | | [ 1 ]      |
| Croatie            | Zagreb               | Ambassade         | | [ 1 ]      |
| Danemark           | Copenhague           | Ambassade         | - Islande | [ 1 ]      |
| Estonie            | Tallinn              | Ambassade         | | [ 1 ]      |
| Espagne            | Madrid               | Ambassade         | - Organisation mondiale du tourisme | [ 1 ]      |
| Espagne            | Barcelone            | Consulat général  | - Organisation mondiale du tourisme | [ 1 ]      |
| Espagne            | Bilbao               | Consulat général  | - Organisation mondiale du tourisme | [ 1 ]      |
| Espagne            | Séville              | Consulat général  | - Organisation mondiale du tourisme | [ 1 ]      |
| Espagne            | Almería              | Consulat          | - Organisation mondiale du tourisme | [ 1 ]      |
| Espagne            | Castelló de la Plana | Consulat          | - Organisation mondiale du tourisme | [ 1 ]      |
| Espagne            | Ciudad Real          | Consulat          | - Organisation mondiale du tourisme | [ 1 ]      |
| Espagne            | Saragosse            | Consulat          | - Organisation mondiale du tourisme | [ 1 ]      |
| Finlande           | Helsinki             | Ambassade         | | [ 1 ]      |
| France             | Paris                | Ambassade         | - Andorre - Monaco | [ 1 ]      |
| France             | Lyon                 | Consulat général  | - Andorre - Monaco | [ 1 ]      |
| France             | Marseille            | Consulat général  | - Andorre - Monaco | [ 1 ]      |
| France             | Strasbourg           | Consulat général  | - Andorre - Monaco | [ 1 ]      |
| Grèce              | Athènes              | Ambassade         | | [ 1 ]      |
| Grèce              | Thessalonique        | Consulat général  | [ 1 ] |            |
| Hongrie            | Budapest             | Ambassade         | | [ 1 ]      |
| Hongrie            | Gyula                | Consulat général  | [ 1 ] |            |
| Hongrie            | Szeged               | Consulat général  | [ 1 ] |            |
| Irlande            | Dublin               | Ambassade         | | [ 1 ]      |
| Italie             | Rome                 | Ambassade         | - Fonds international de développement agricole - Organisation des Nations unies pour l'alimentation et l'agriculture - Malte - Programme alimentaire mondial - Saint-Marin | [ 1 ]      |
| Italie             | Bari                 | Consulat général  | - Fonds international de développement agricole - Organisation des Nations unies pour l'alimentation et l'agriculture - Malte - Programme alimentaire mondial - Saint-Marin | [ 1 ]      |
| Italie             | Bologne              | Consulat général  | - Fonds international de développement agricole - Organisation des Nations unies pour l'alimentation et l'agriculture - Malte - Programme alimentaire mondial - Saint-Marin | [ 1 ]      |
| Italie             | Milan                | Consulat général  | - Fonds international de développement agricole - Organisation des Nations unies pour l'alimentation et l'agriculture - Malte - Programme alimentaire mondial - Saint-Marin | [ 1 ]      |
| Italie             | Trieste              | Consulat général  | - Fonds international de développement agricole - Organisation des Nations unies pour l'alimentation et l'agriculture - Malte - Programme alimentaire mondial - Saint-Marin | [ 1 ]      |
| Italie             | Turin                | Consulat général  | - Fonds international de développement agricole - Organisation des Nations unies pour l'alimentation et l'agriculture - Malte - Programme alimentaire mondial - Saint-Marin | [ 1 ]      |
| Italie             | Catane               | Consulat          | - Fonds international de développement agricole - Organisation des Nations unies pour l'alimentation et l'agriculture - Malte - Programme alimentaire mondial - Saint-Marin | [ 1 ]      |
| Kosovo             | Pristina             | Bureau de liaison | |            |
| Lituanie           | Vilnius              | Ambassade         | - Lettonie | [ 1 ]      |
| Luxembourg         | Luxembourg           | Ambassade         | | [ 1 ]      |
| Macédoine          | Skopje               | Ambassade         | | [ 1 ]      |
| Moldavie           | Chișinău             | Ambassade (en)    | | [ 1 ]      |
| Moldavie           | Bălți                | Consulat général  | [ 1 ] |            |
| Moldavie           | Cahul                | Consulat général  | [ 1 ] |            |
| Moldavie           | Ungheni              | Bureau consulaire | [ 1 ] |            |
| Monténégro         | Podgorica            | Ambassade         | | [ 1 ]      |
| Norvège            | Oslo                 | Ambassade         | | [ 1 ]      |
| Pays-Bas           | La Haye              | Ambassade         | - Organisation pour l'interdiction des armes chimiques | ,          |
| Pologne            | Varsovie             | Ambassade         | | [ 1 ]      |
| Portugal           | Lisbonne             | Ambassade         | | [ 1 ]      |
| République tchèque | Prague               | Ambassade         | | [ 1 ]      |
| Royaume-Uni        | Londres              | Ambassade (en)    | | [ 1 ]      |
| Royaume-Uni        | Birmingham           | Consulat général  | [ 1 ] |            |
| Royaume-Uni        | Édimbourg            | Consulat général  | [ 1 ] |            |
| Russie             | Moscou               | Ambassade         | | [ 1 ]      |
| Russie             | Rostov-sur-le-Don    | Consulat général  | [ 1 ] |            |
| Russie             | Saint-Pétersbourg    | Consulat général  | [ 1 ] |            |
| Serbie             | Belgrade             | Ambassade         | | [ 1 ]      |
| Serbie             | Vršac                | Consulat général  | [ 1 ] |            |
| Serbie             | Zaječar              | Consulat général  | [ 1 ] |            |
| Slovaquie          | Bratislava           | Ambassade         | | [ 1 ]      |
| Slovénie           | Ljubljana            | Ambassade         | | [ 1 ]      |
| Suède              | Stockholm            | Ambassade         | | [ 1 ]      |
| Suisse             | Berne                | Ambassade         | - Liechtenstein | [ 1 ]      |
| Ukraine            | Kiev                 | Ambassade         | | [ 1 ]      |
| Ukraine            | Tchernivtsi          | Consulat général  | [ 1 ] |            |
| Ukraine            | Odessa               | Consulat général  | [ 1 ] |            |
| Ukraine            | Solotvyno            | Consulat          | [ 1 ] |            |
| Vatican            | Rome                 | Ambassade         | Ordre souverain de Malte | [ 1 ]      |

### Océanie
| Pays hôte | Ville     | Type              | Accréditations                                                                          | Références |
| --------- | --------- | ----------------- | --------------------------------------------------------------------------------------- | ---------- |
| Australie | Canberra  | Ambassade         | - Fidji - Kiribati - Îles Salomon - Nauru - Nouvelle-Zélande - Samoa - Tuvalu - Vanuatu | [ 1 ]      |
| Australie | Sydney    | Consulat général  | - Fidji - Kiribati - Îles Salomon - Nauru - Nouvelle-Zélande - Samoa - Tuvalu - Vanuatu | [ 1 ]      |
| Australie | Melbourne | Bureau consulaire | - Fidji - Kiribati - Îles Salomon - Nauru - Nouvelle-Zélande - Samoa - Tuvalu - Vanuatu | [ 1 ]      |

### Organisations internationales
| Organisation        | Ville      | Pays       | Type                      | Accréditation | Références |
| ------------------- | ---------- | ---------- | ------------------------- | --- | ---------- |
| Conseil de l'Europe | Strasbourg | France     | Représentation permanente | | [ 1 ]      |
| Nations unies       | New York   | États-Unis | Mission permanente        | | [ 1 ]      |
| Nations unies       | Genève     | Suisse     | Mission permanente        | - Conférence du désarmement - Organisation mondiale de la santé - Organisation mondiale du commerce | [ 1 ]      |
| Nations unies       | Vienne     | Autriche   | Mission permanente        | - Agence internationale de l'énergie atomique - Office des Nations unies contre les drogues et le crime - Organisation des Nations unies pour le développement industriel - Organisation pour la sécurité et la coopération en Europe - Commission des Nations unies pour le droit commercial international | [ 1 ]      |
| OTAN                | Bruxelles  | Belgique   | Délégation permanente     | |            |
| Union européenne    | Bruxelles  | Belgique   | Représentation permanente | | [ 1 ]      |
| UNESCO              | Paris      | France     | Délégation permanente     | | [ 1 ]      |

## Galerie

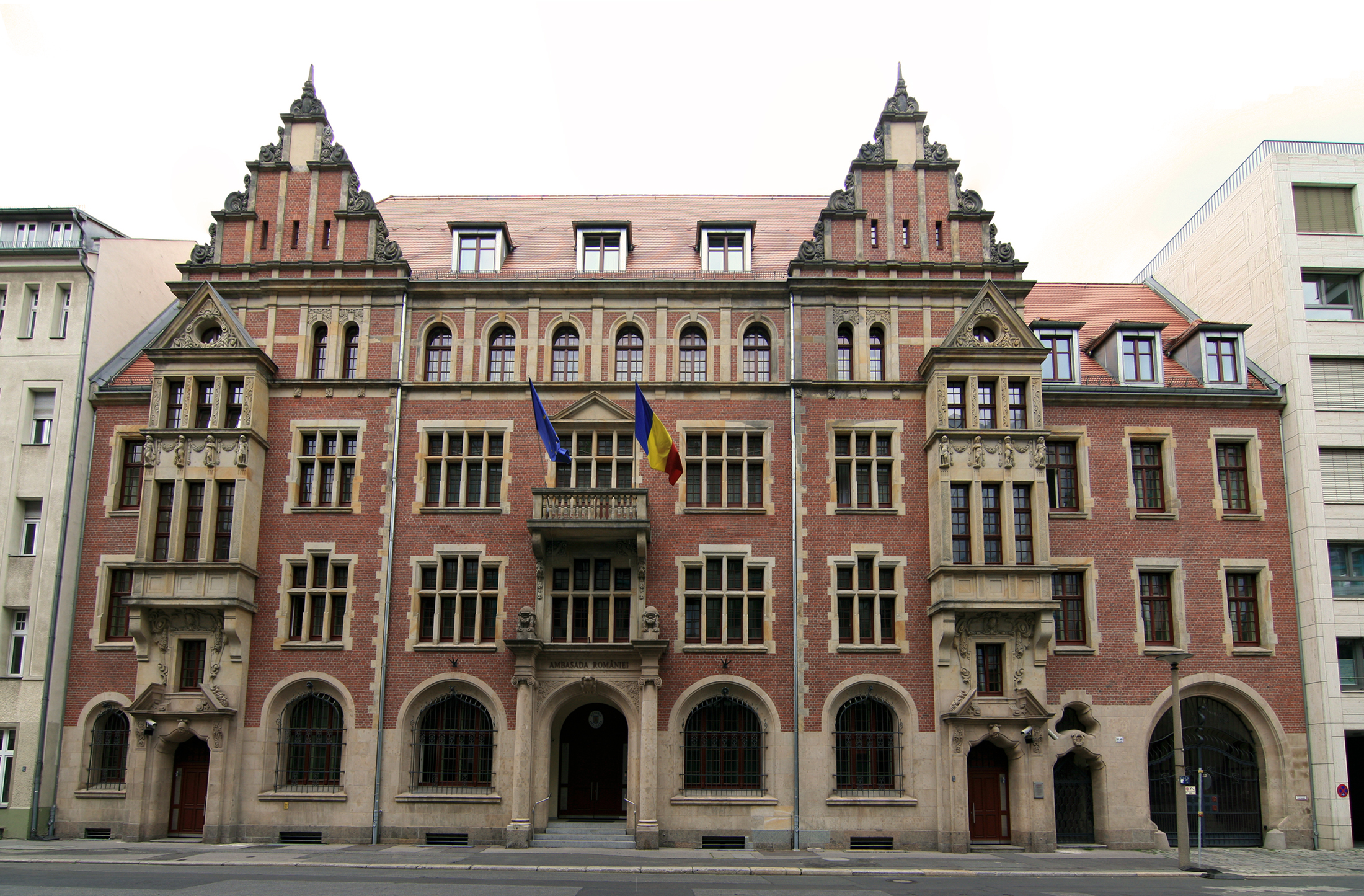
Ambassade à Berlin.
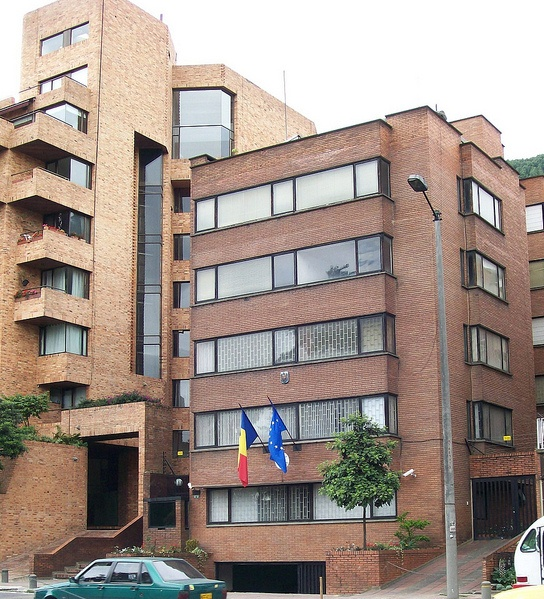
Ambassade à Bogota.
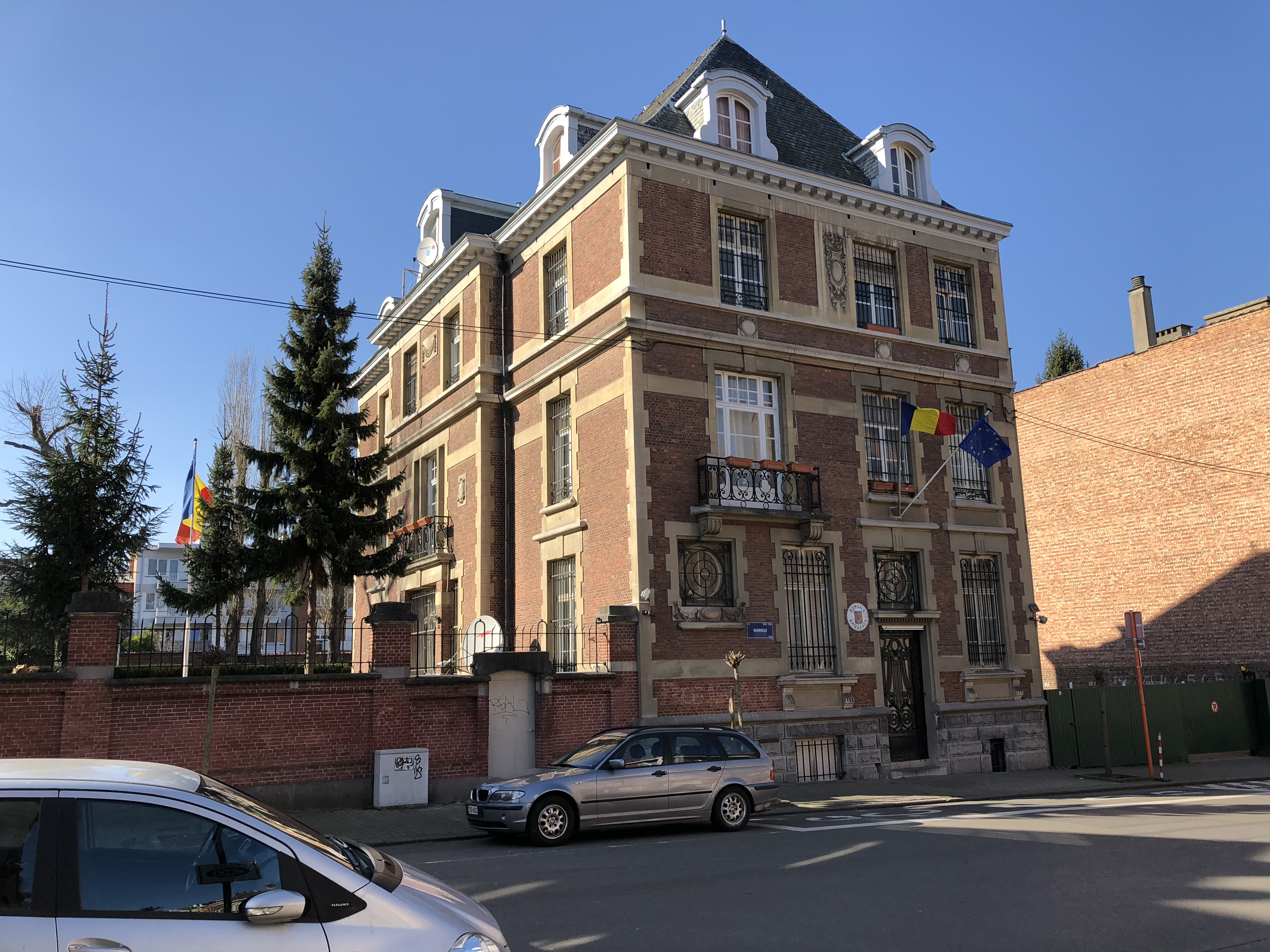
Ambassade à Bruxelles.
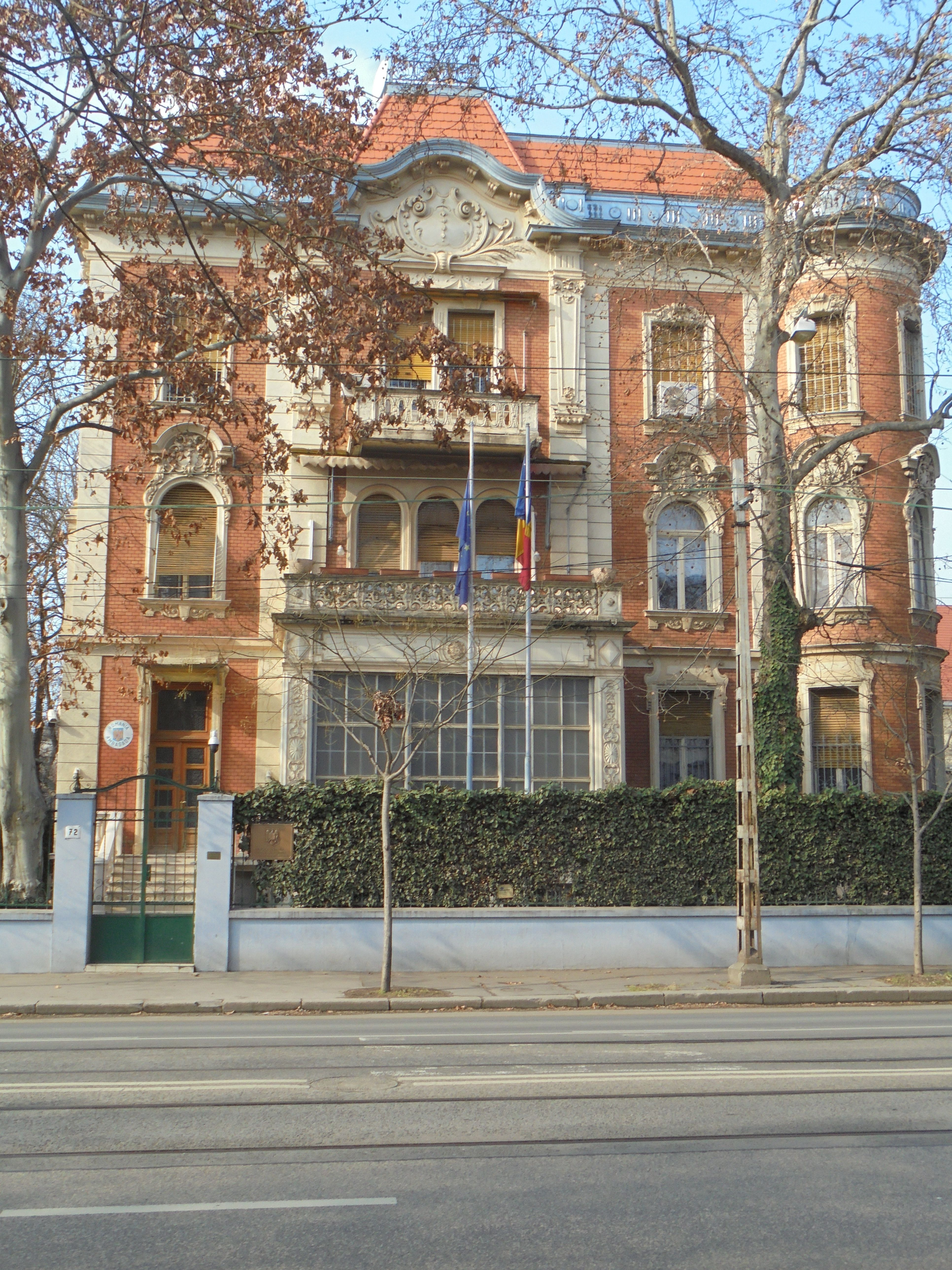
Ambassade à Budapest.
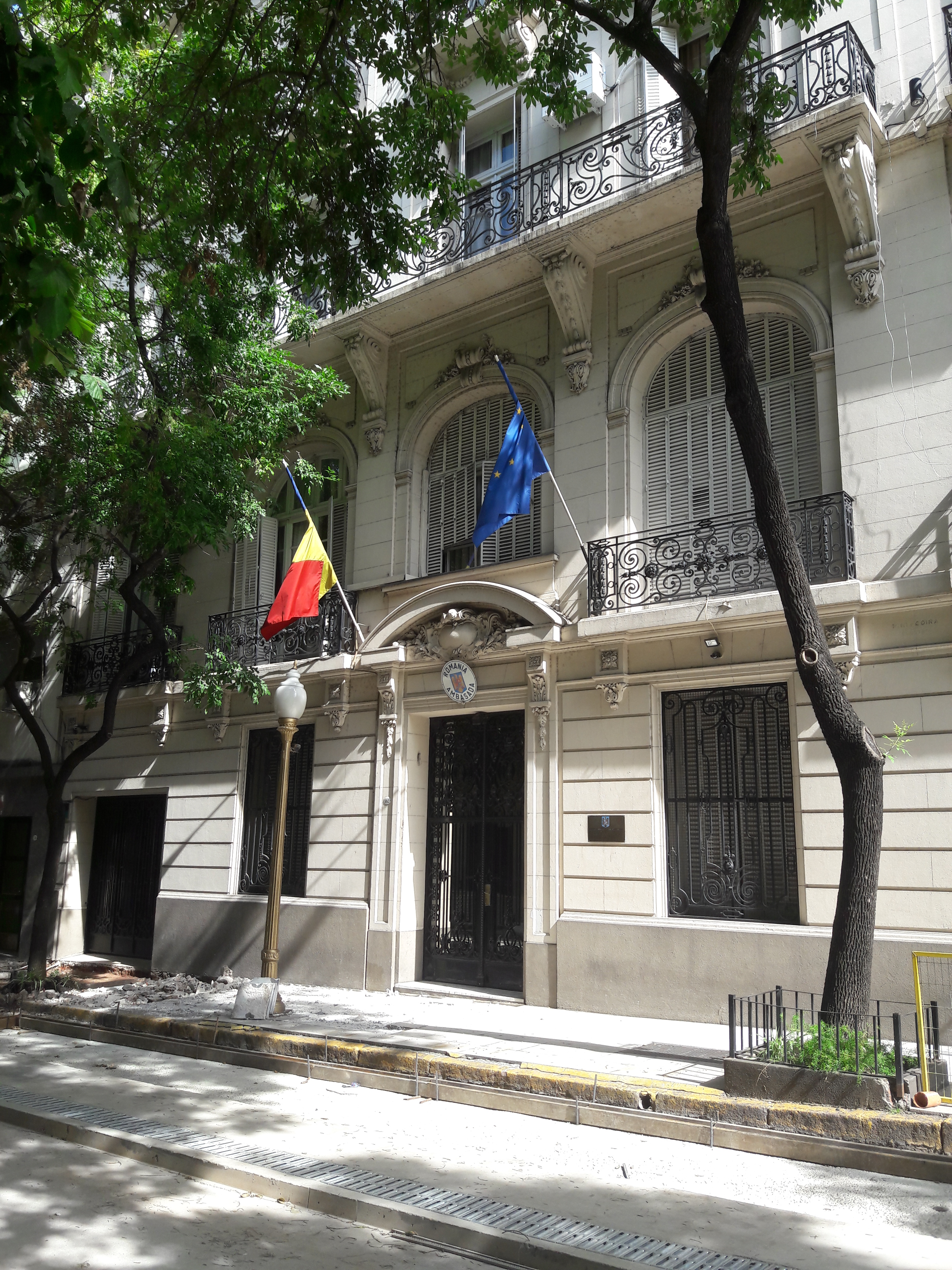
Ambassade à Buenos Aires.
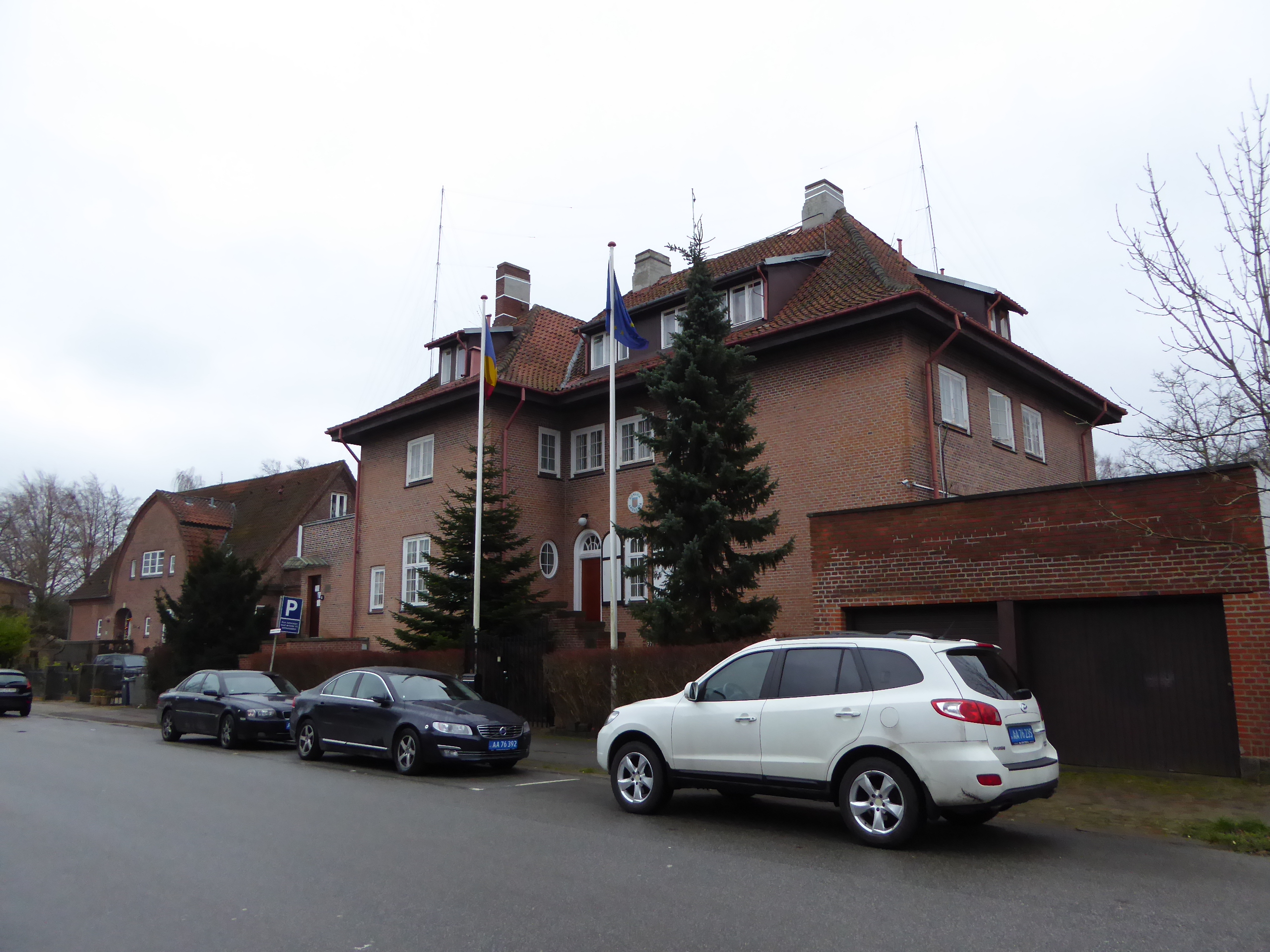
Ambassade à Copenhague.
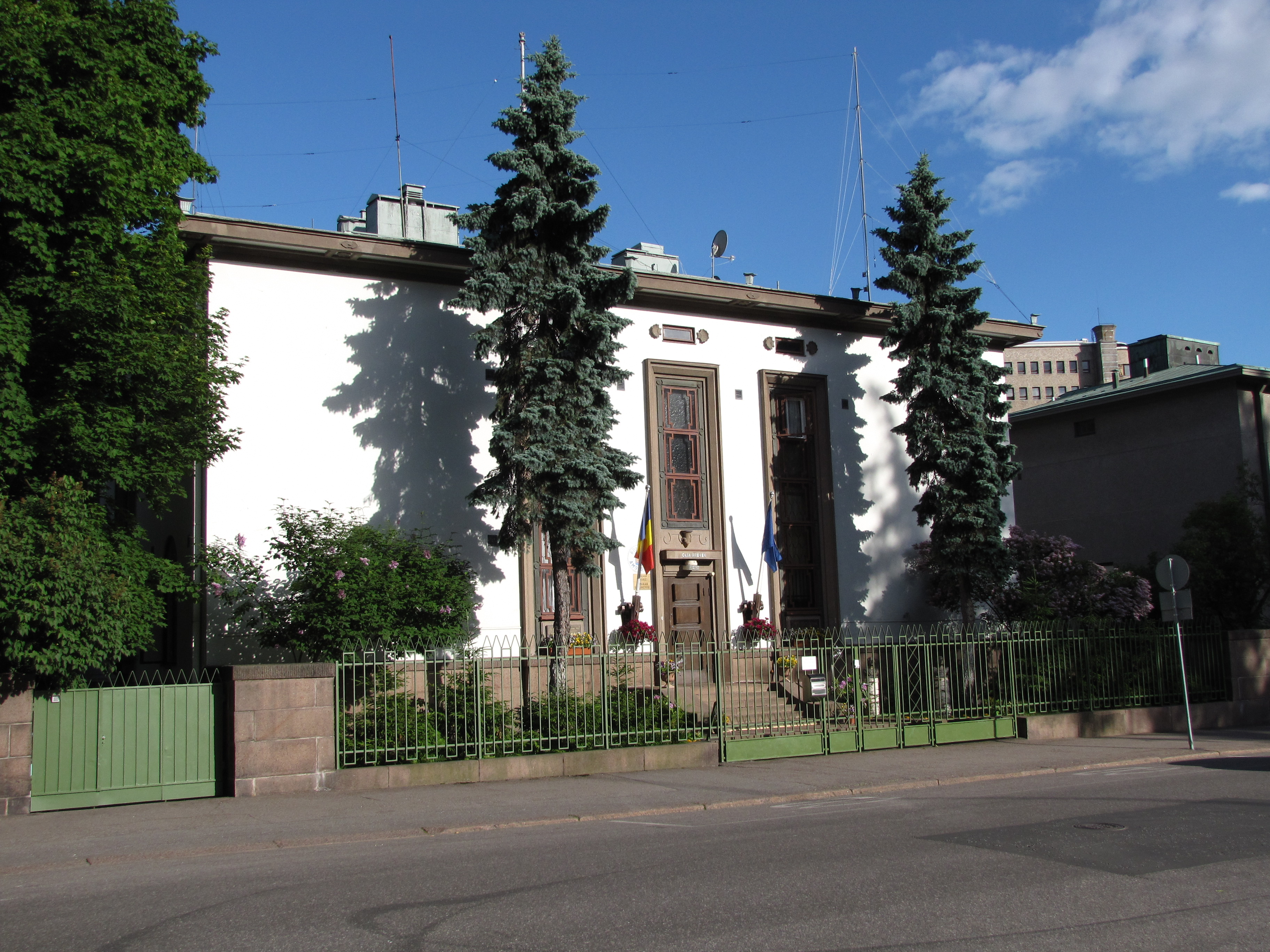
Ambassade à Helsinki.
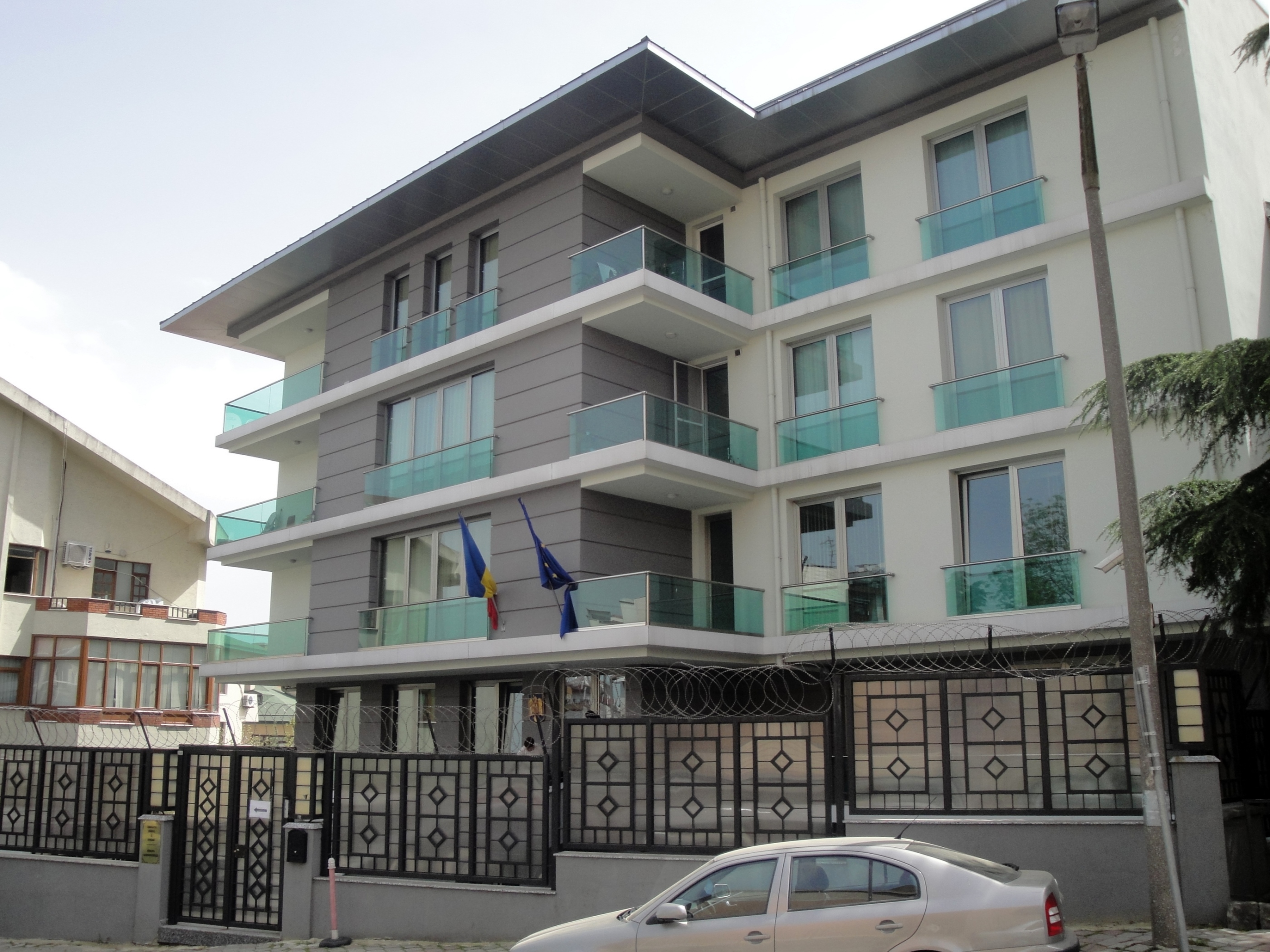
Consulat général à Istanbul.
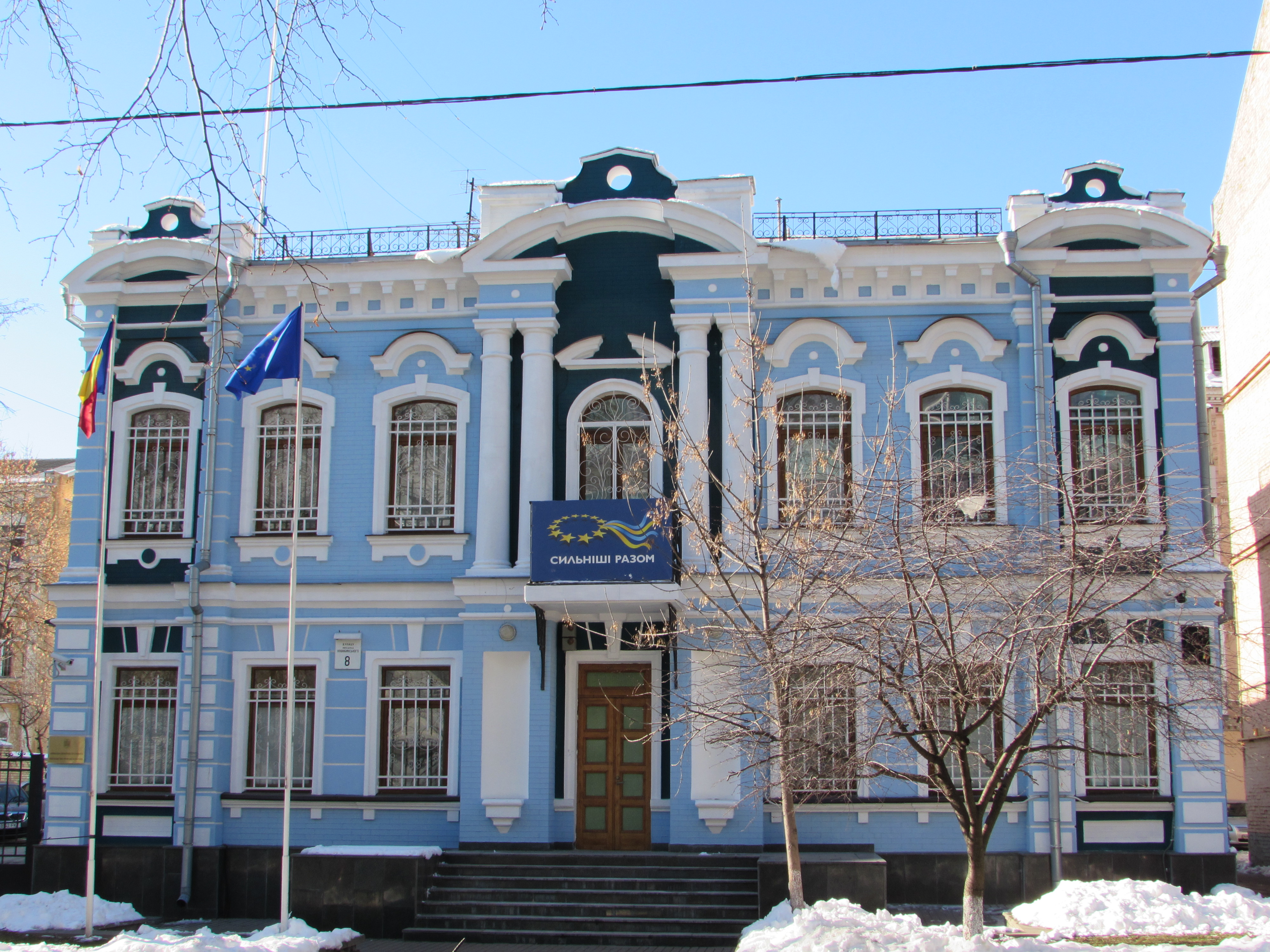
Ambassade à Kiev.
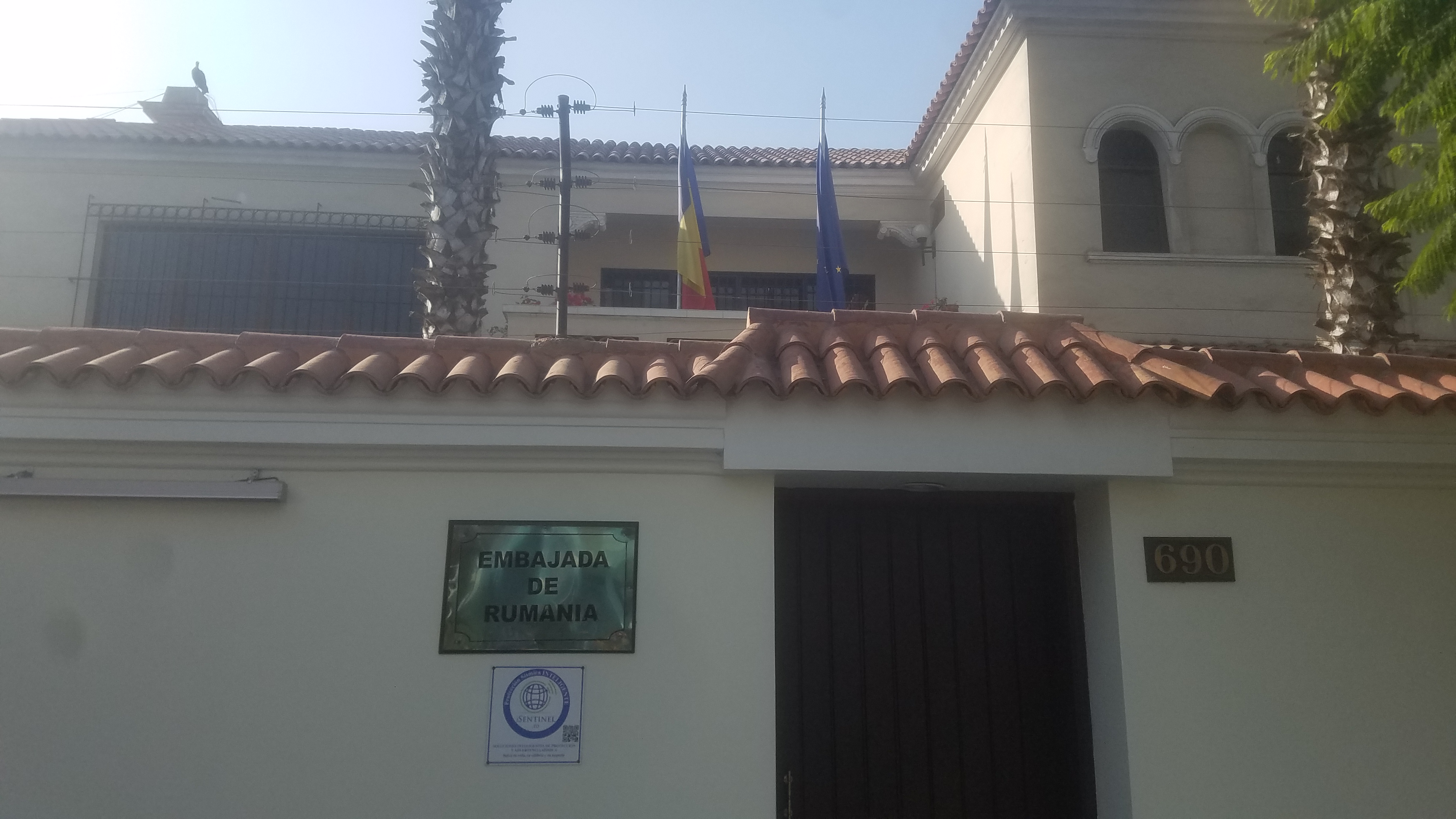
Ambassade à Lima.
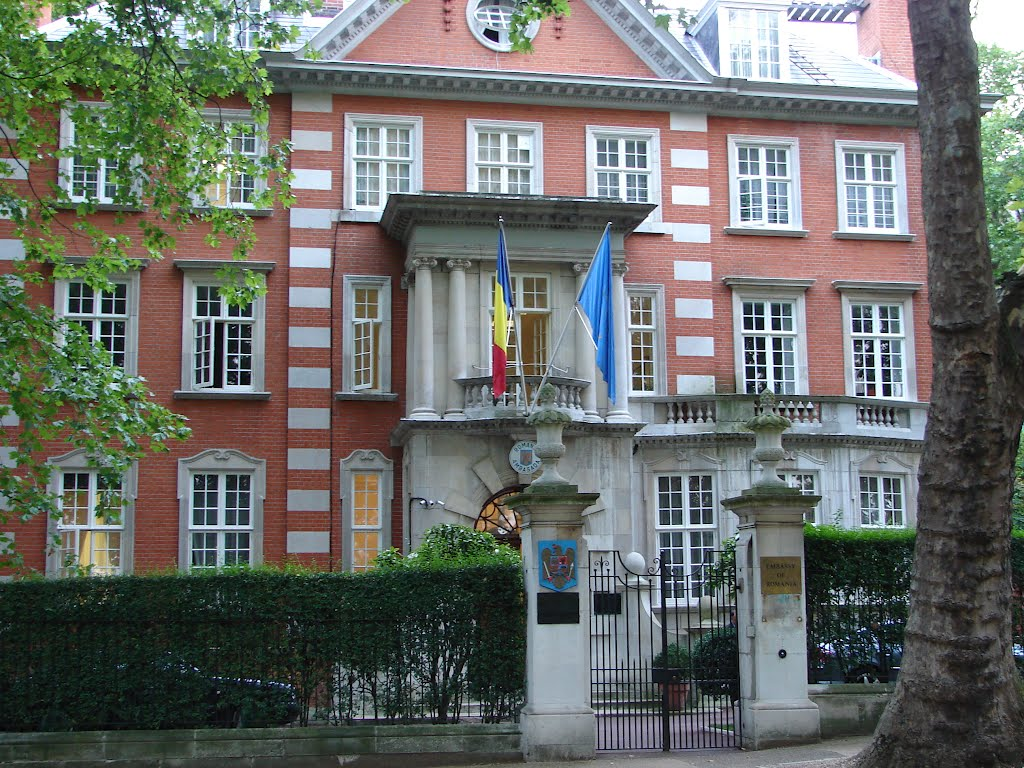
Ambassade à Londres.
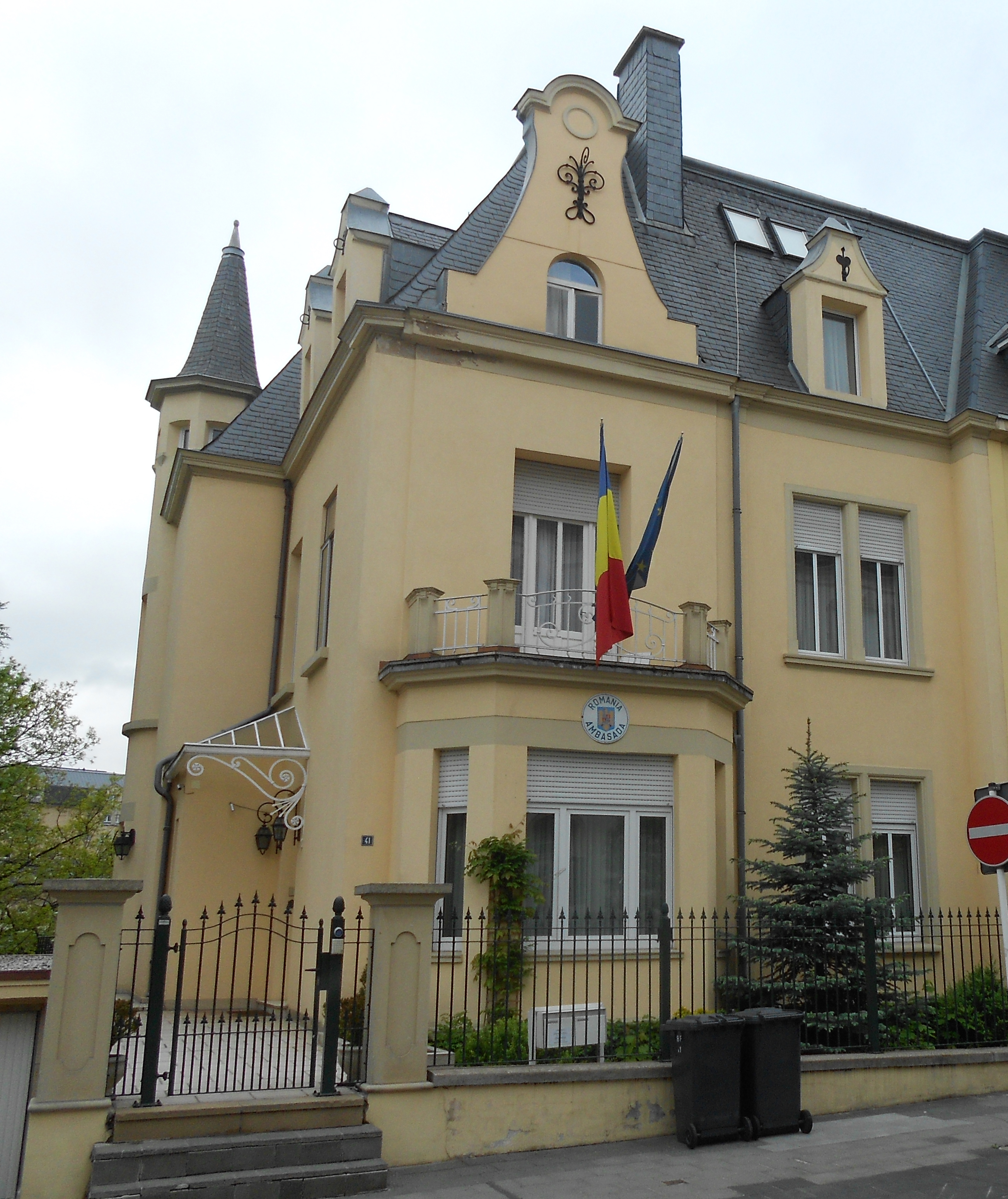
Ambassade à Luxembourg.
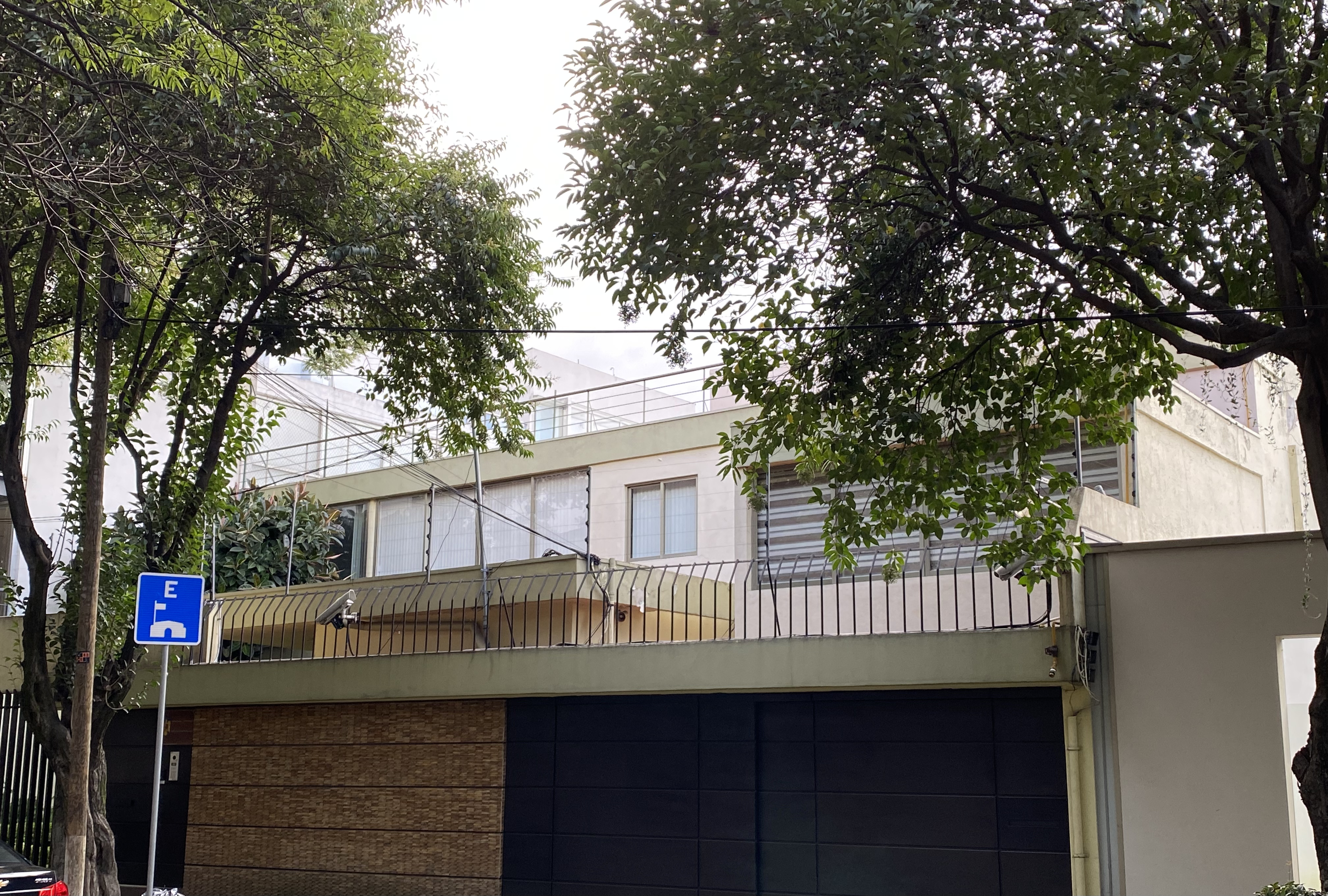
Ambassade à Mexico.
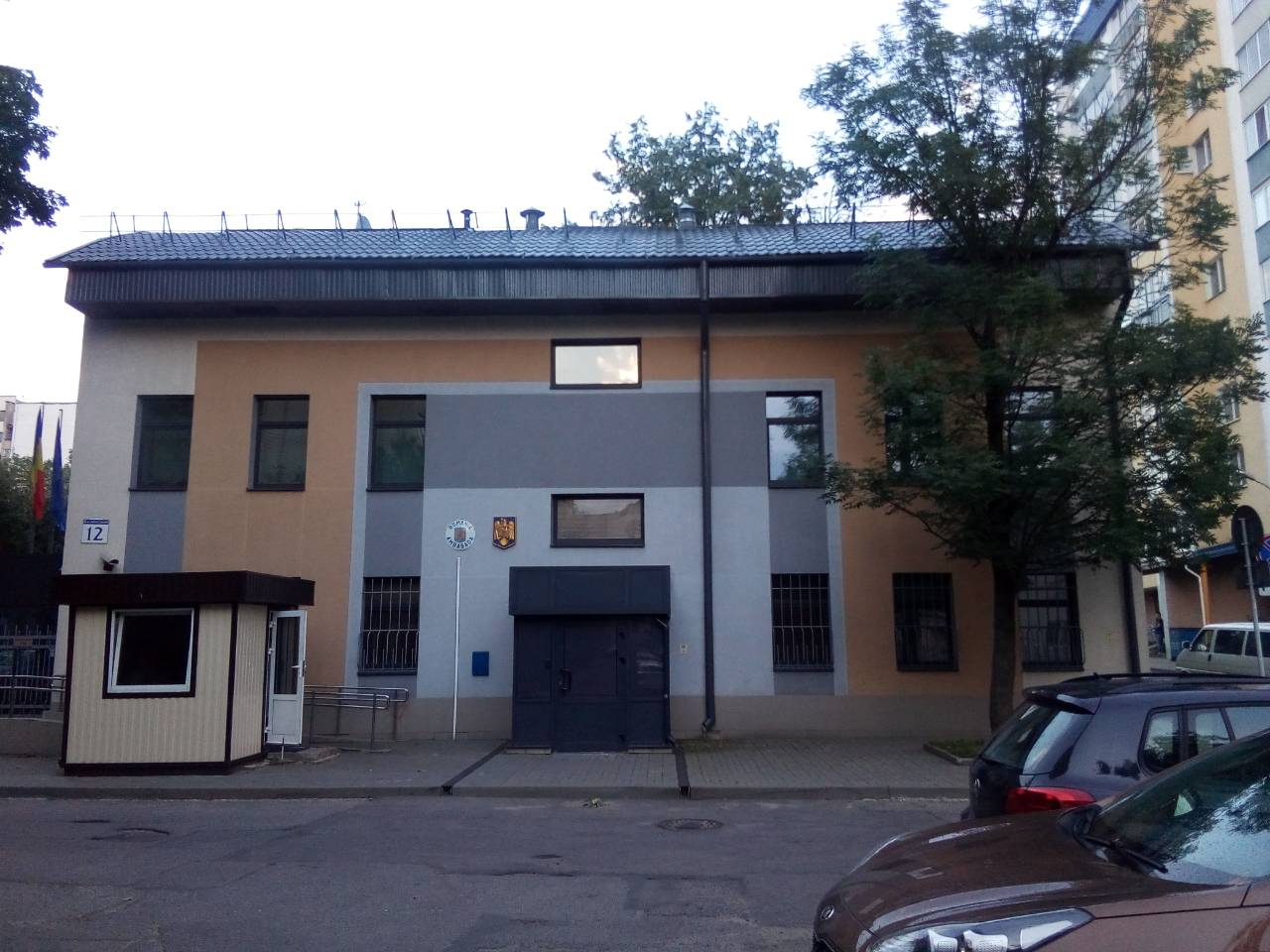
Ambassade à Minsk.
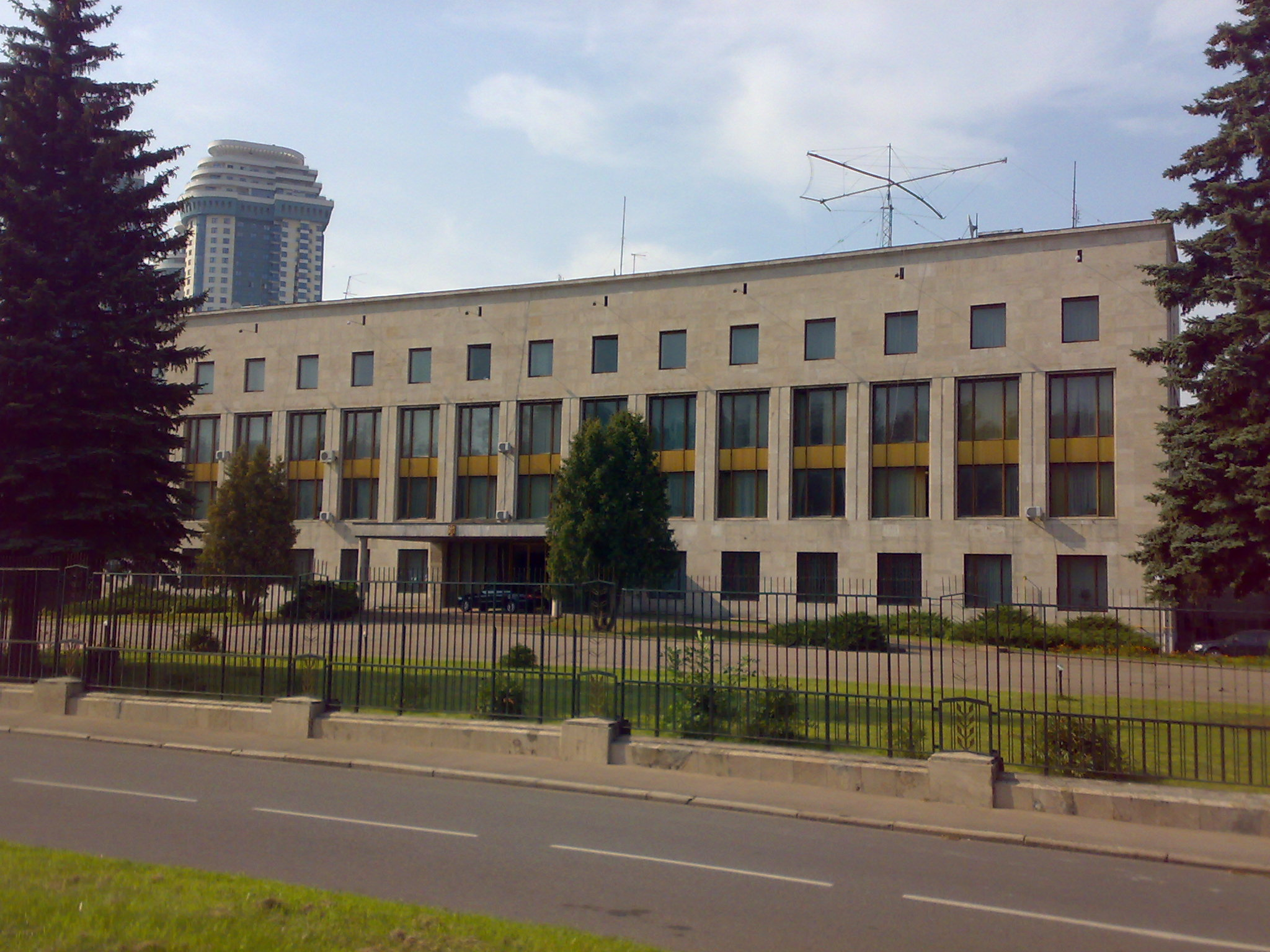
Ambassade à Moscou.
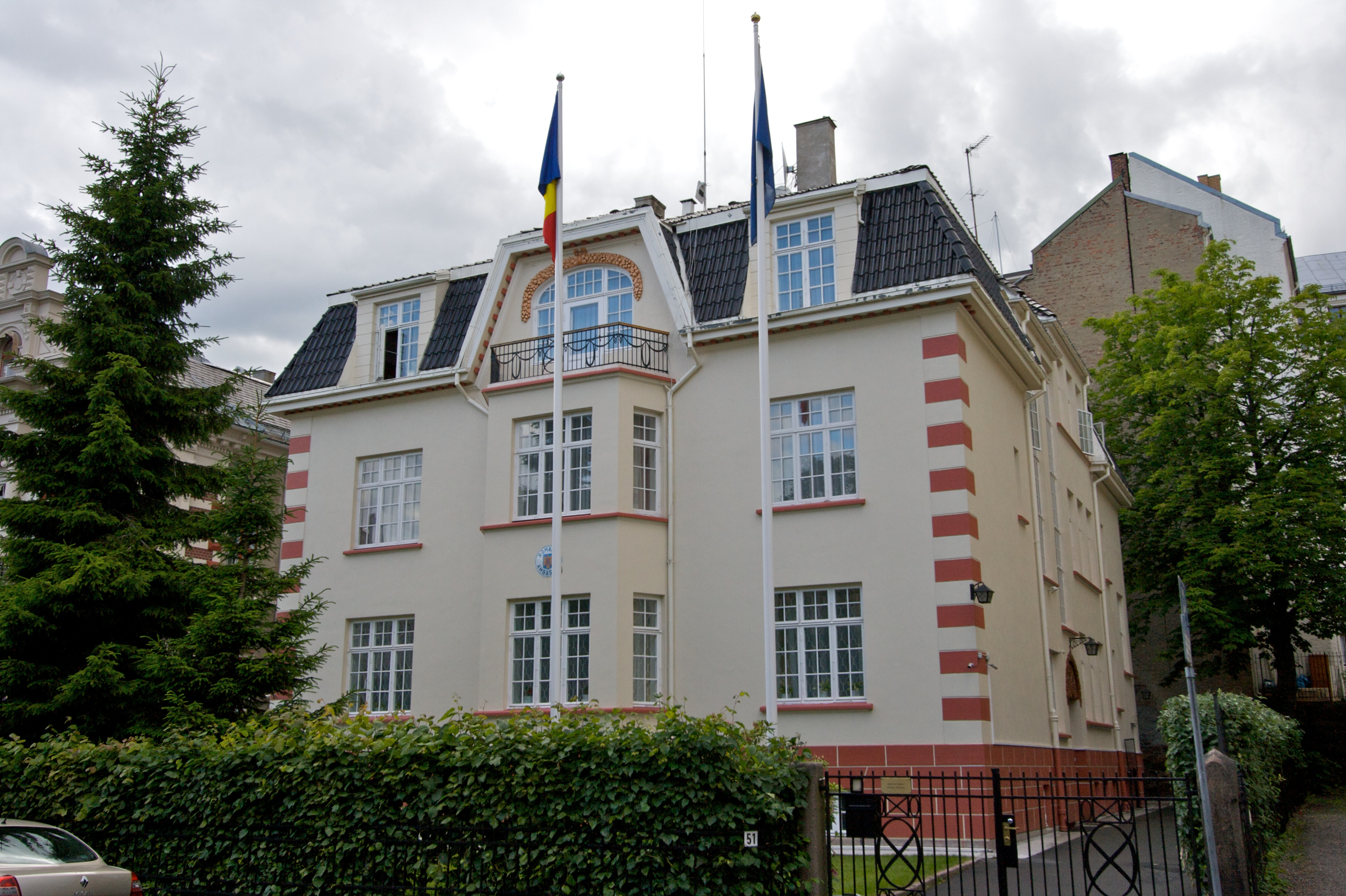
Ambassade à Oslo.
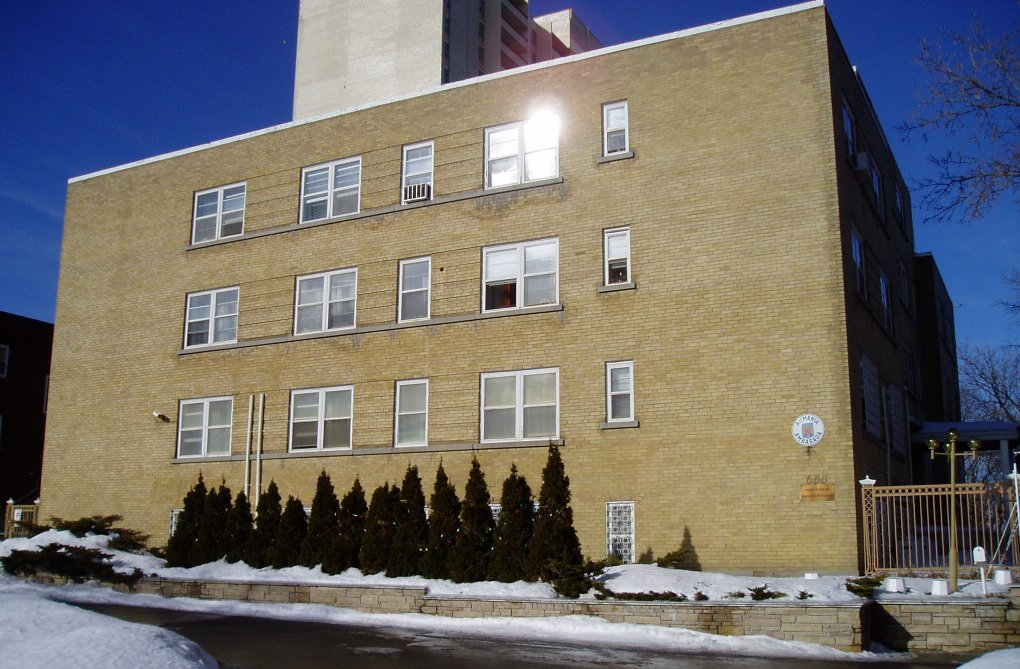
Ambassade à Ottawa.
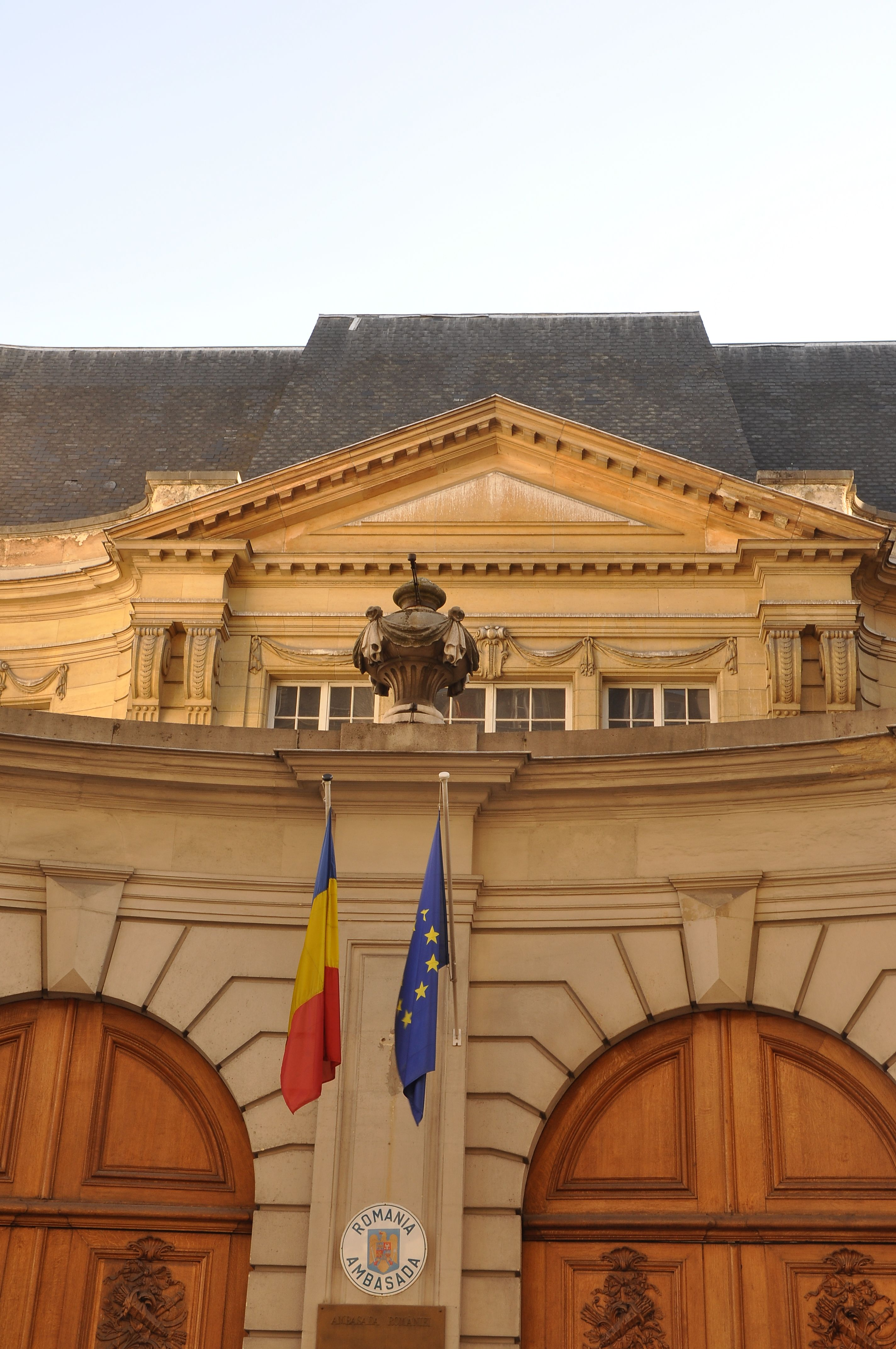
Ambassade à Paris.
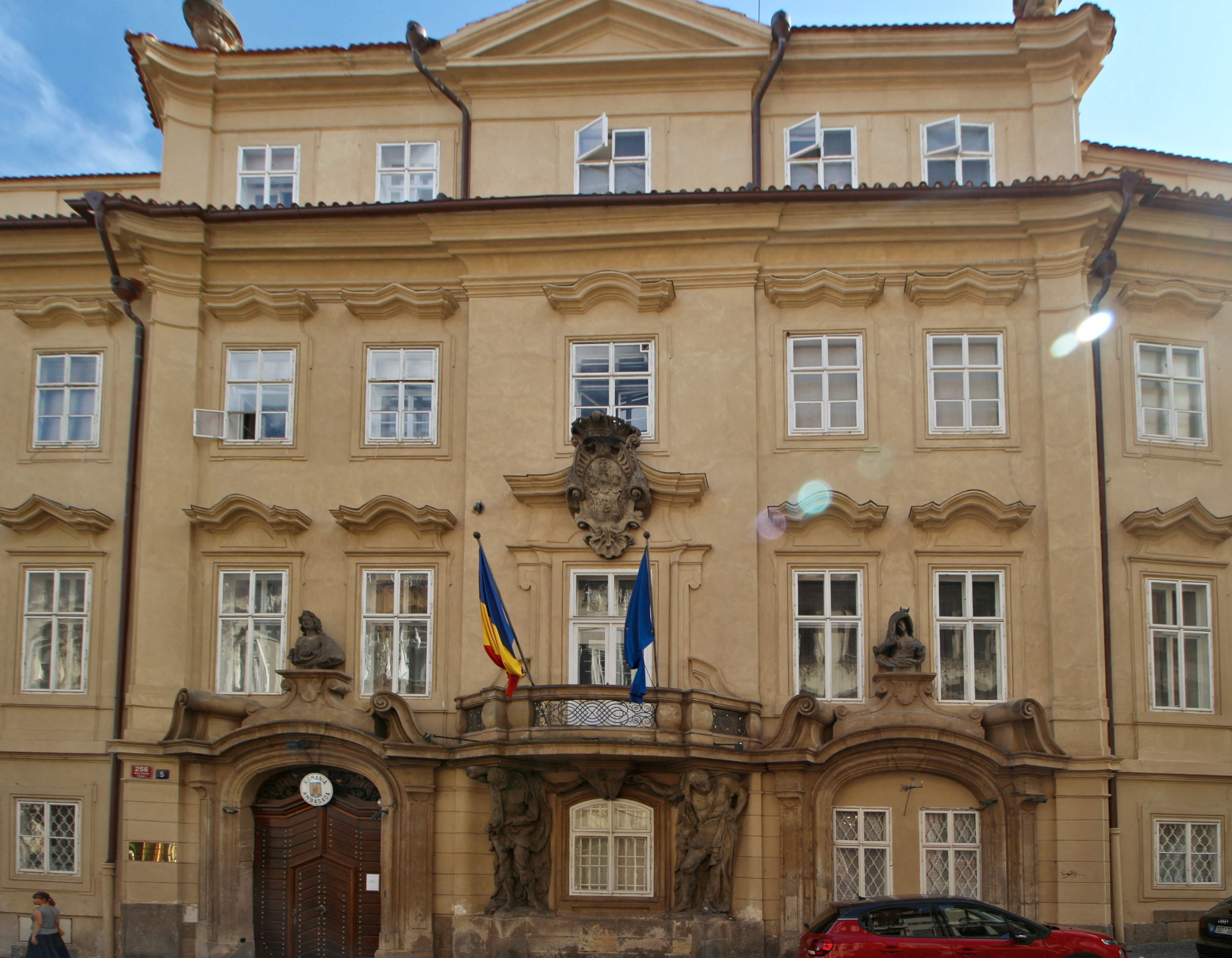
Ambassade à Prague.
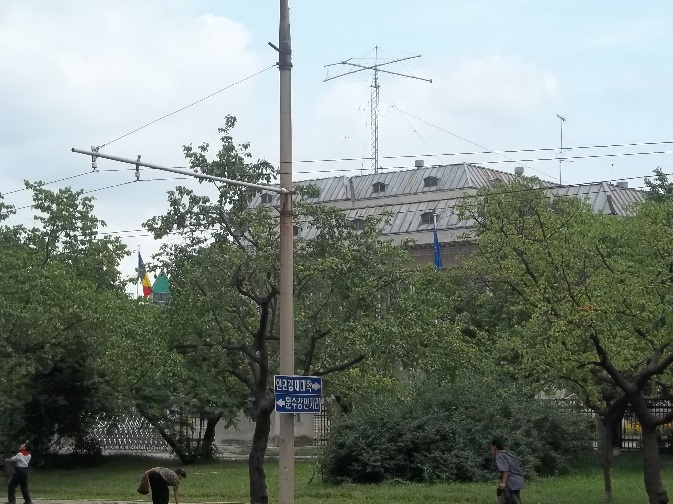
Ambassade à Pyongyang.
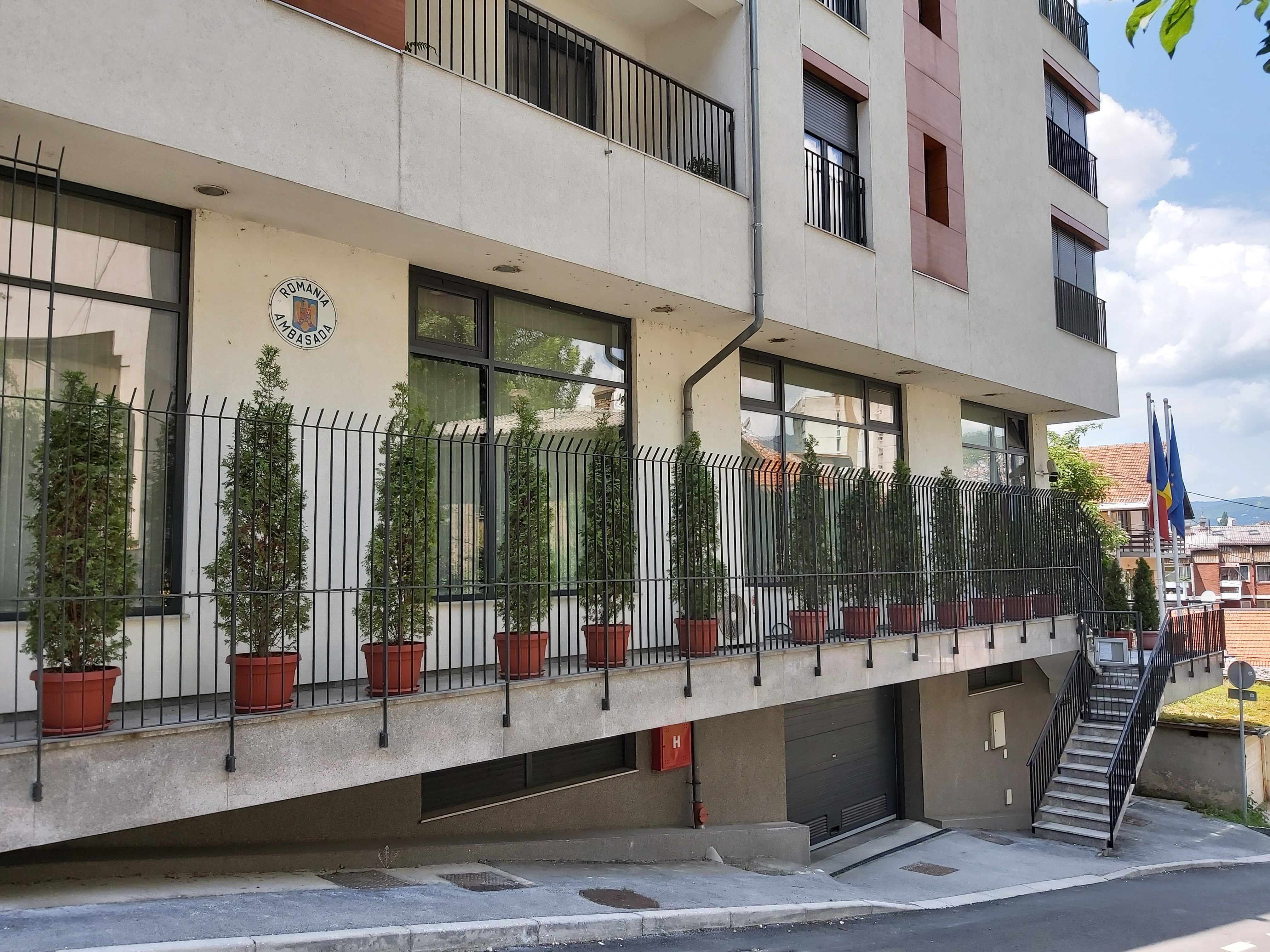
Ambassade à Sarajevo.
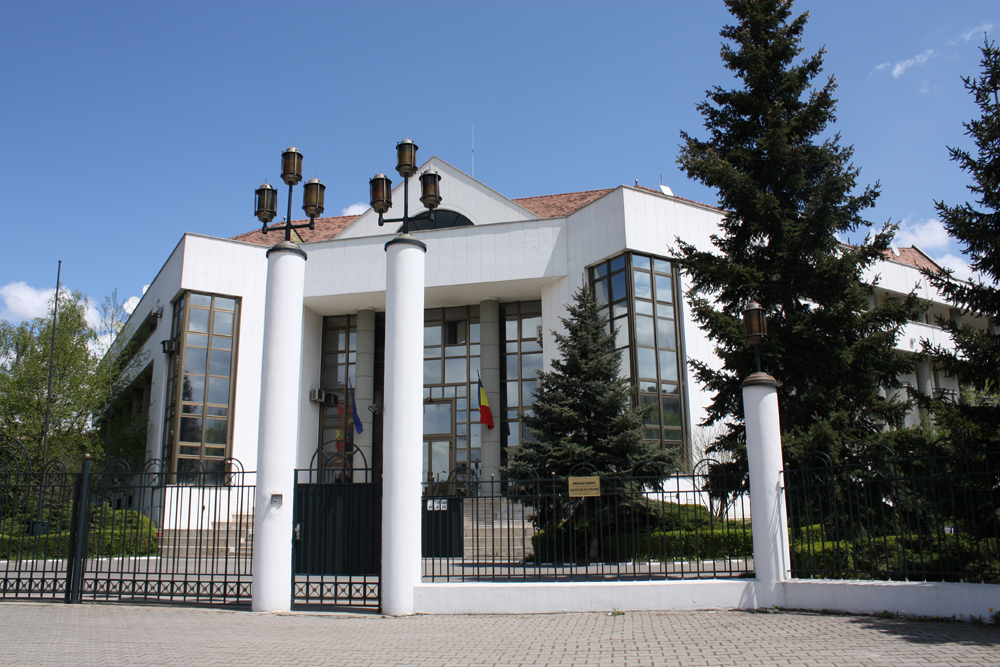
Ambassade à Sofia.
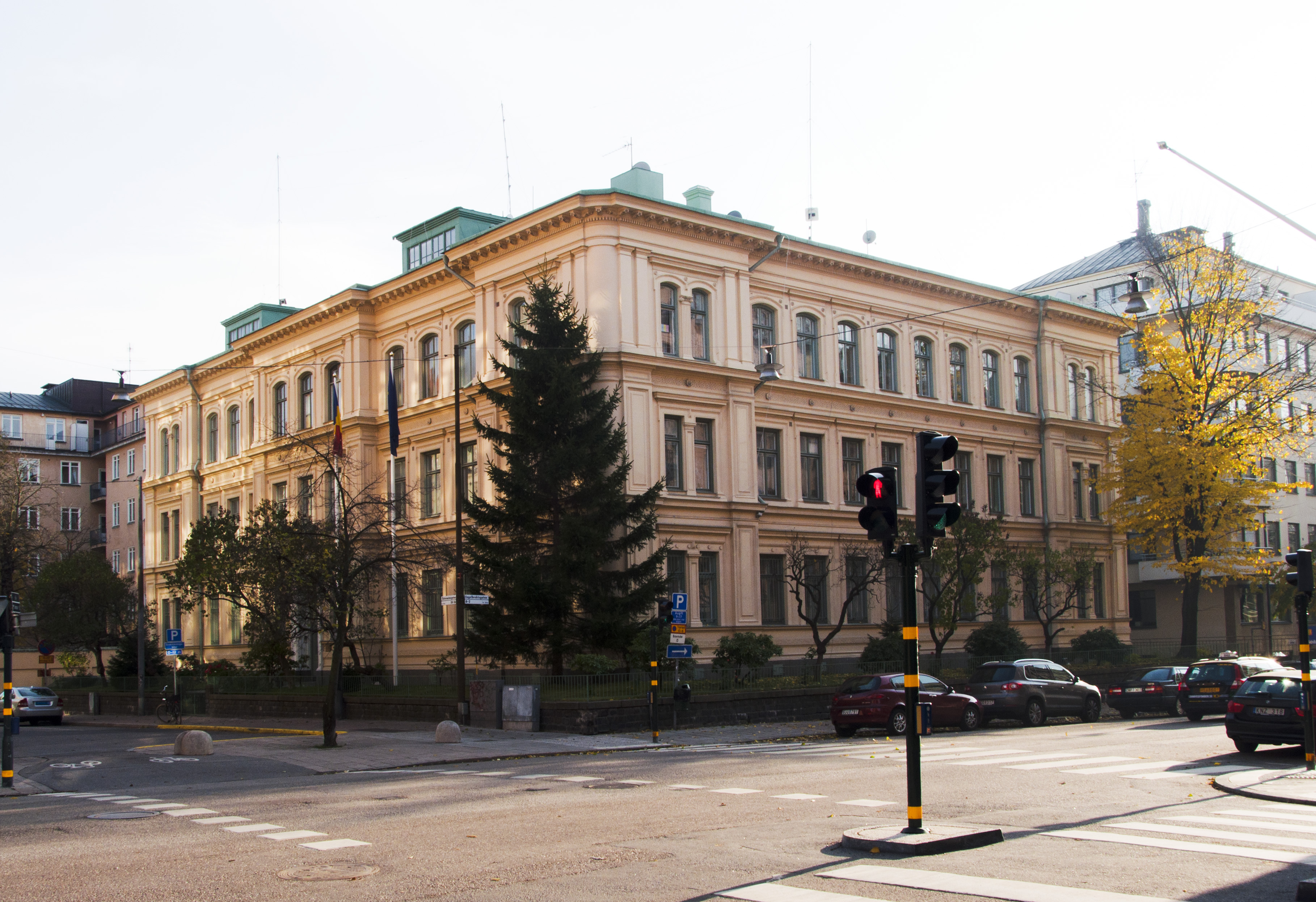
Ambassade à Stockholm.
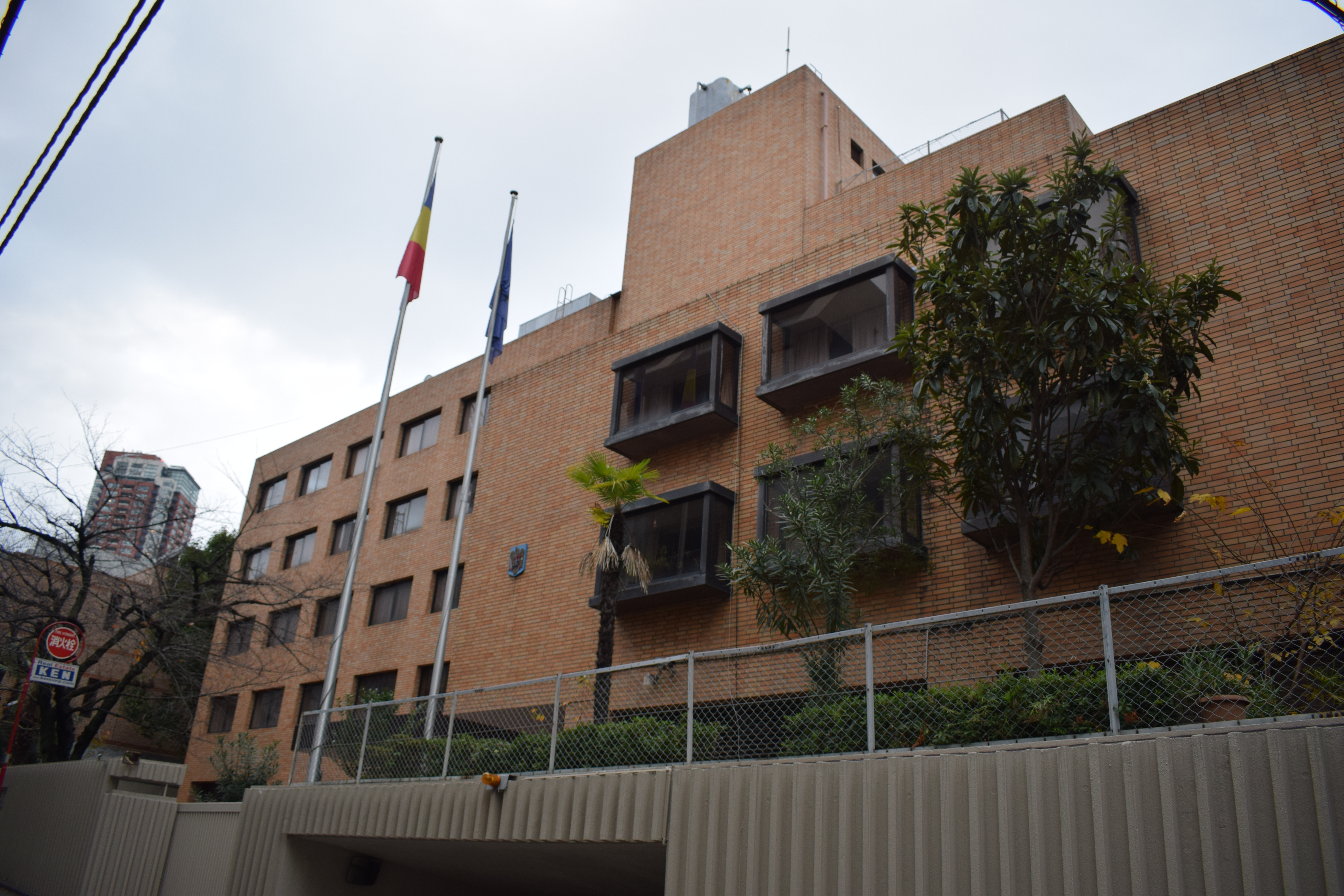
Ambassade à Tokyo.
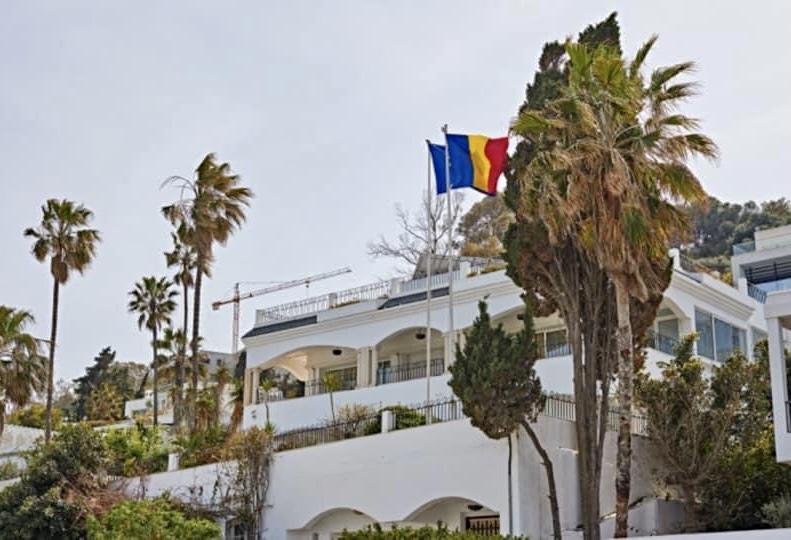
Ambassade à Tunis.
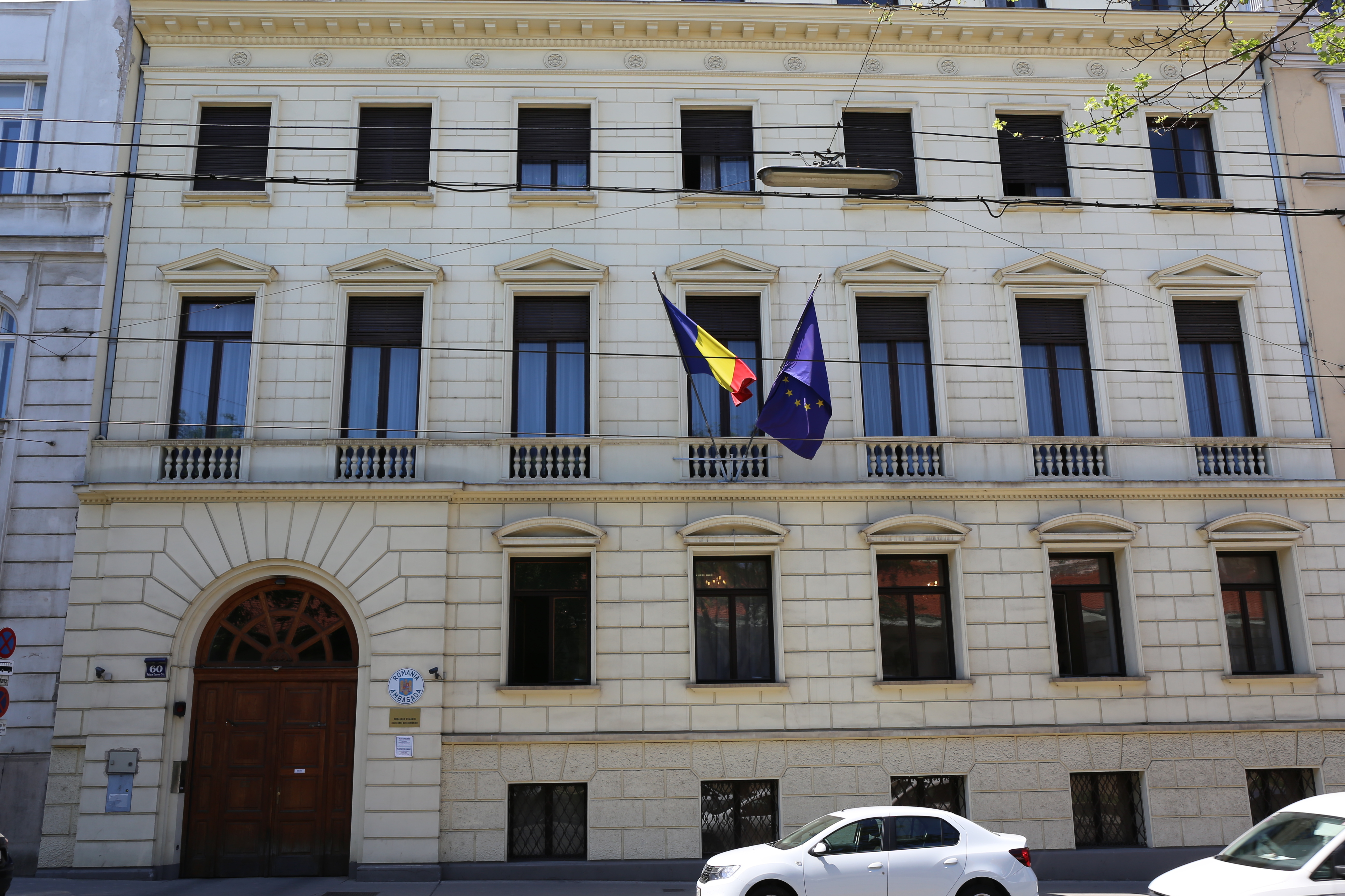
Ambassade à Vienne.
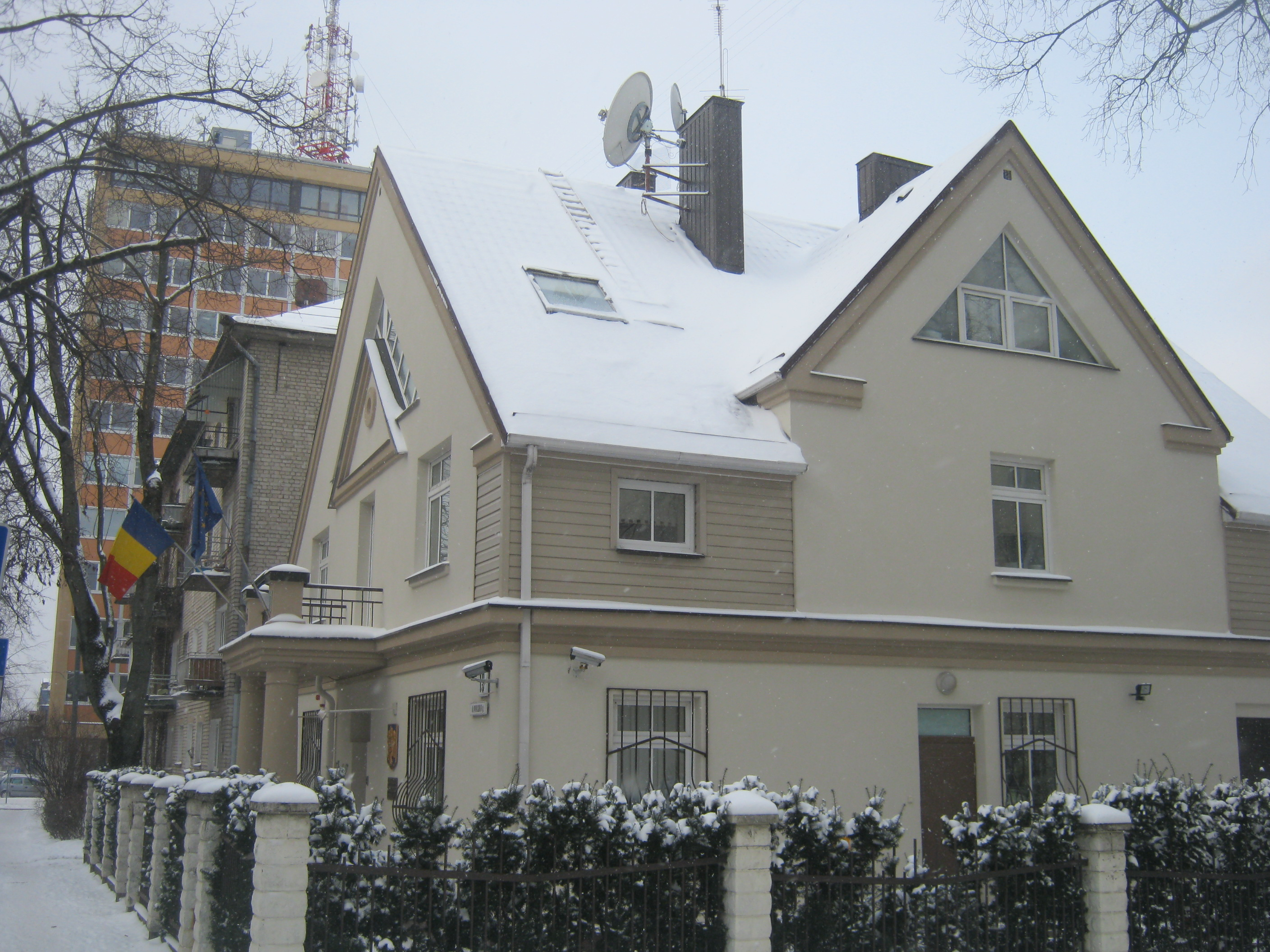
Ambassade à Vilnius.
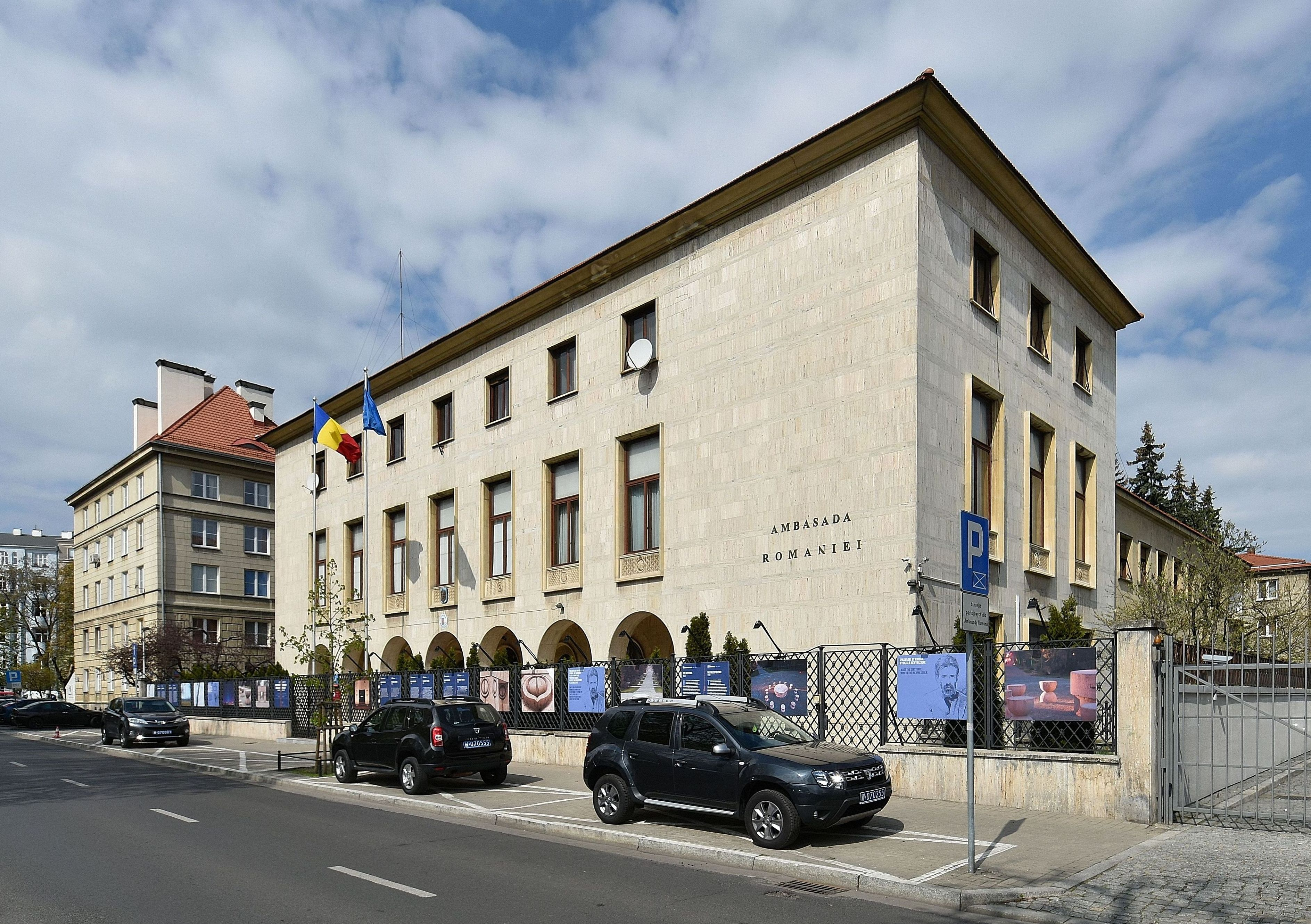
Ambassade à Varsovie.
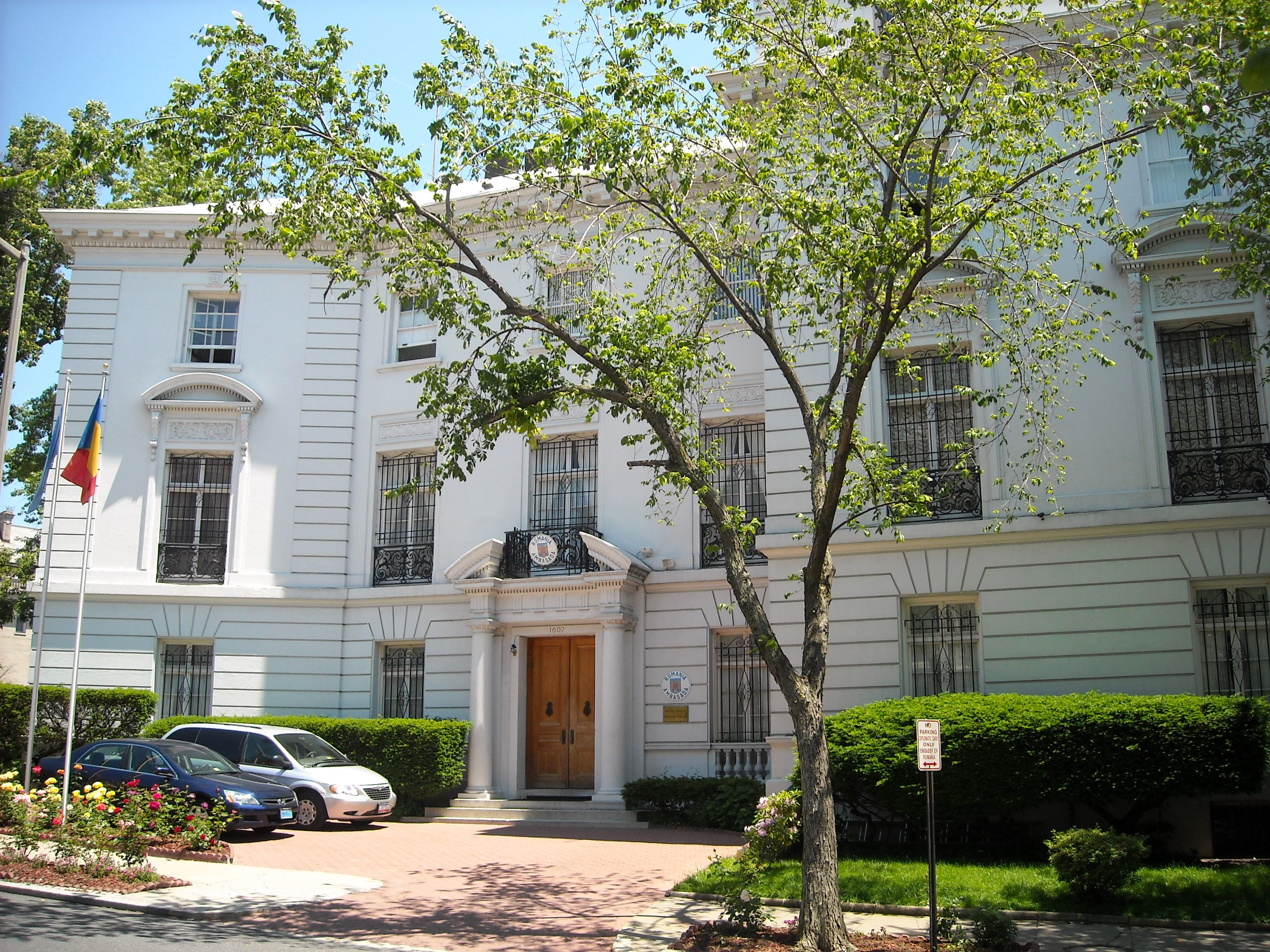
Ambassade à Washington.
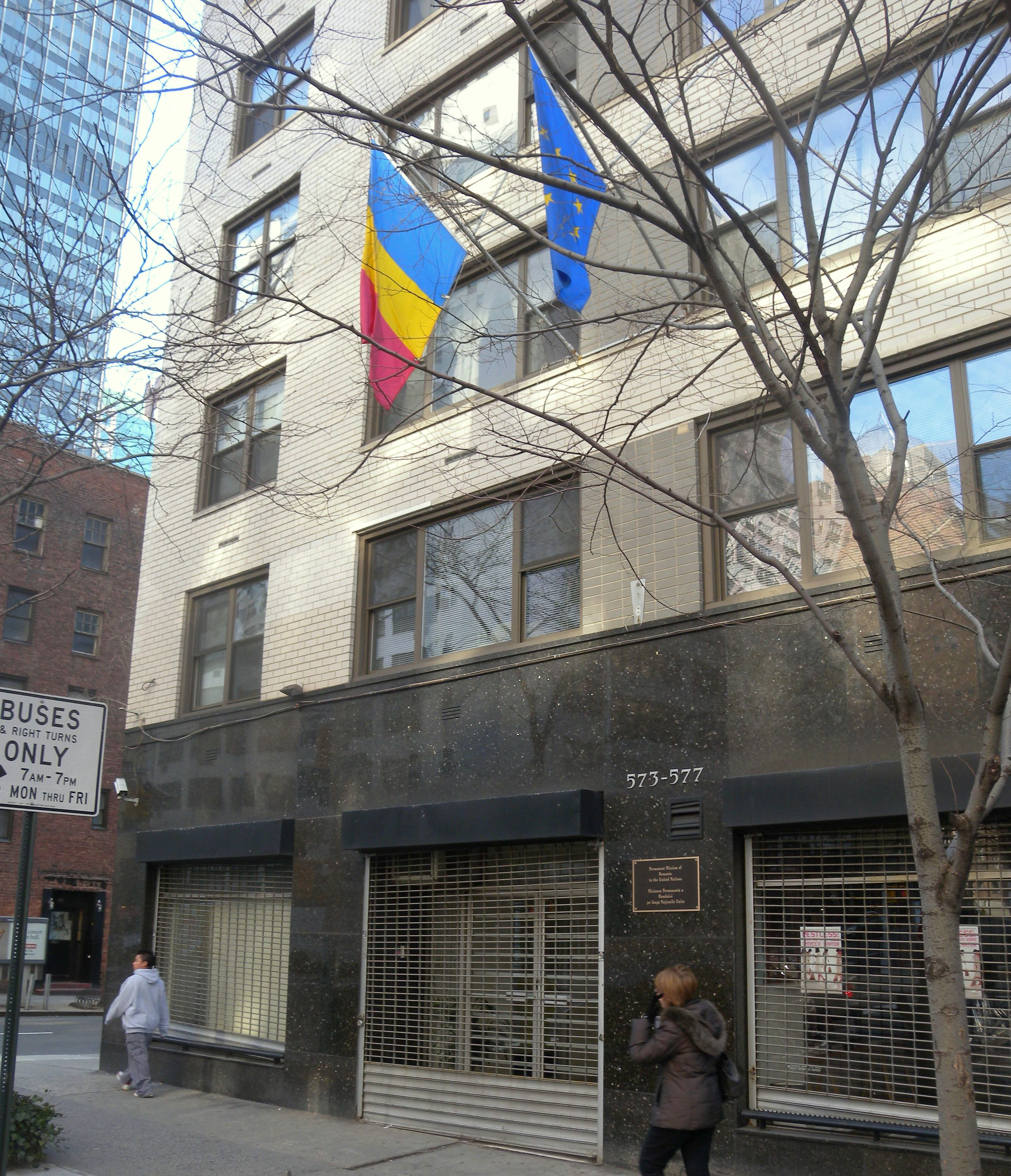
Mission permanente auprès des Nations unies et consulat général à New York.
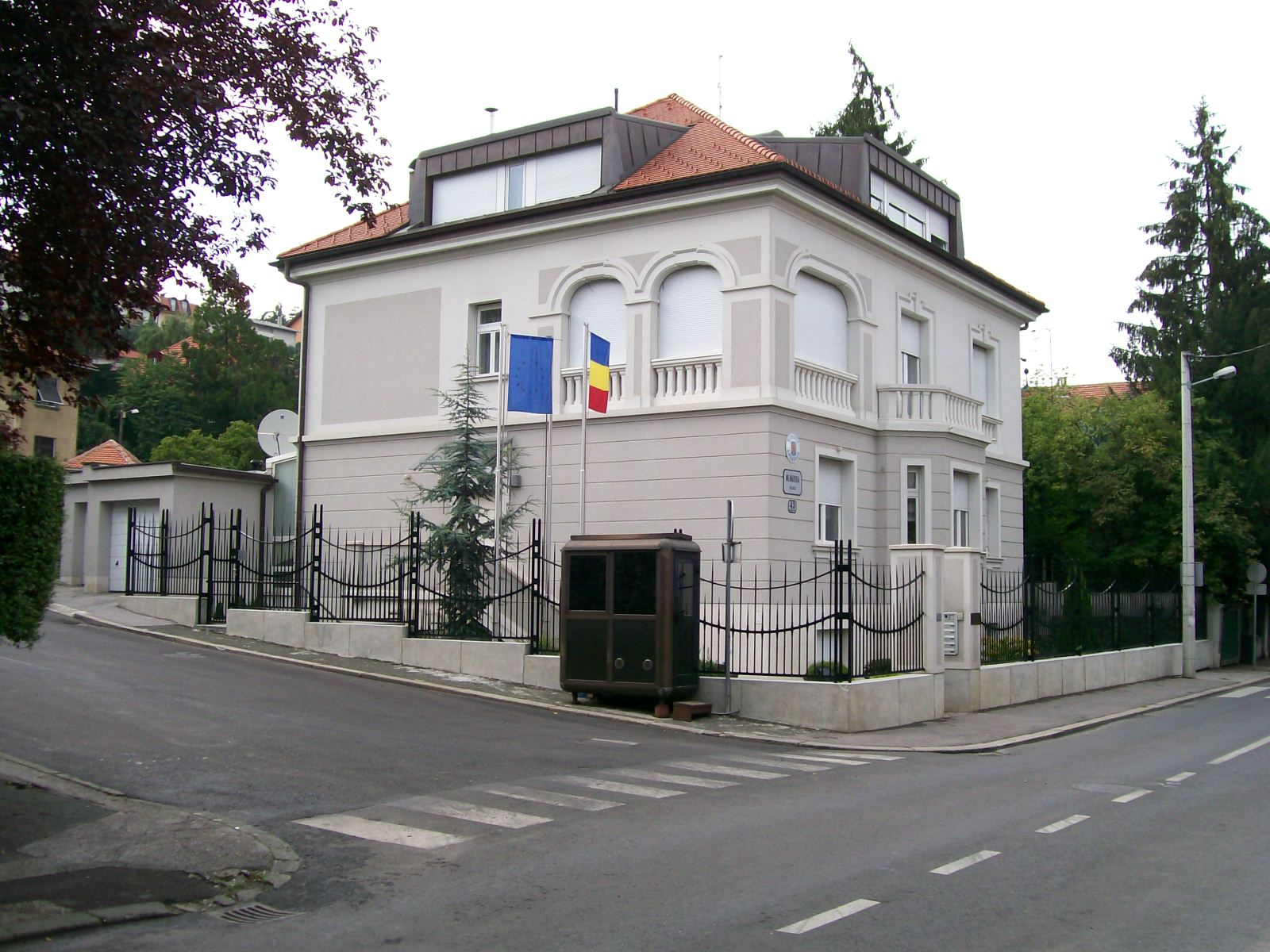
Ambassade à Zagreb.

## Représentations fermées

### Afrique
| Pays hôte                        | Ville hôte   | Mission   | Année de fermeture | Références |
| -------------------------------- | ------------ | --------- | ------------------ | ---------- |
| Burundi                          | Bujumbura    | Ambassade | 1996               |            |
| Côte d'Ivoire                    | Abidjan      | Ambassade | 1983               |            |
| Gabon                            | Libreville   | Ambassade | ?                  | [ 5 ]      |
| Guinée                           | Conakry      | Ambassade | 1999               |            |
| Mauritanie                       | Nouakchott   | Ambassade | 1997               |            |
| Mozambique                       | Maputo       | Ambassade | 1999               |            |
| Namibie                          | Windhoek     | Ambassade | 1999               |            |
| République centrafricaine        | Bangui       | Ambassade | 1996               |            |
| République démocratique du Congo | Kinshasa     | Ambassade | 1999               |            |
| Somalie                          | Mogadiscio   | Ambassade | 1991               |            |
| Tanzanie                         | Dar es Salam | Ambassade | 1999               | [ 6 ]      |

### Amérique
| Pays hôte  | Ville hôte | Mission   | Année de fermeture | Références |
| ---------- | ---------- | --------- | ------------------ | ---------- |
| Bolivie    | La Paz     | Ambassade | 2000               |            |
| Costa Rica | San José   | Ambassade | 2000               |            |
| Équateur   | Quito      | Ambassade | 2000               |            |

### Asie
| Pays hôte     | Ville hôte | Mission          | Année de fermeture | Références |
| ------------- | ---------- | ---------------- | ------------------ | ---------- |
| Afghanistan   | Kaboul     | Ambassade        | 2019               | [ 7 ]      |
| Bangladesh    | Dacca      | Ambassade        | 2000               | [ 8 ]      |
| Birmanie      | Rangoun    | Ambassade        | ?                  |            |
| Corée du Nord | Pyongyang  | Ambassade        | 2021               | [ 9 ]      |
| Inde          | Bombay     | Consulat général | ?                  |            |
| Yémen         | Sanaa      | Ambassade        | 2003               |            |

### Europe
| Pays hôte | Ville hôte | Mission  | Année de fermeture | Références |
| --------- | ---------- | -------- | ------------------ | ---------- |
| Hongrie   | Debrecen   | Consulat | 1985               | [ 10 ]     |

### Océanie
| Pays hôte        | Ville hôte | Mission   | Année de fermeture | Références |
| ---------------- | ---------- | --------- | ------------------ | ---------- |
| Nouvelle-Zélande | Wellington | Ambassade | 1989               |            |